# الطائف
الطائف؛ هي مدينة  سعودية تقع في الغرب من المملكة العربية السعودية، تابعة لـمنطقة مكة المكرمة على جانبي وادي «وج»، وتبعد عن مدينة مكة المكرمة 75 كم تقريباً وتحيط بها الجبال من جميع الجهات، وترتفع عن سطح البحر بمسافة تتدرج ما بين 1700 م إلى 2500 م، مما أكسبها جواً لطيفاً، ومصيفاً قديماً للأهالي وللمدن الحجازية السعودية القريبة كمكة المكرمة وجدة، وقد أكسبها الموقع مميزات عدة، حيث أنها تُعتبر البوابة الشرقية للحرمين الشريفين عبر مكة المكرمة، كما أنها نقطة التقاء الطرق المتصلة بجميع مناطق المملكة العربية السعودية عبر مناطق ومدن أخرى، كما تضم الطائف ميقاتين من مواقيت الإحرام لأهل نجد وهما: السيل الكبير، للقادمين من المنطقة الوسطى، ووادي محرم، للقادمين من الجنوب. ويعتبر موقع مدينة الطائف موقع إستراتيجي مهم حيث يربط بين أقاليم الحجاز ونجد. وقد كانت مدينة الطائف قديما ذات سور حصين. و تعتبر الطائف إحدى مدن الشعر و الأدب العربي الثلاثة قبل الإسلام.و هي من إحدى أقدم المدن في بلاد العرب. وقد لقبتها الدكتورة ندى حسني صقر بـ (مدينة الحجاز السعيدة)

## سبب التسمية
- الطائف تعني في اللغة العاس أو العسس الذي يقوم بحراسة المنازل ليلاً، وقد ذكر ياقوت الحموي والقلقشندي أن اسم الطائف القديم هو وج، وقد كانت الطائف قديما بلاد قبيلتي عدوان وفهم.[9] وفيها عامر بن الظرب العدواني ثم شاركتهم ثقيف فيها فكثروا بها ، وقد كانت مدينة الطائف قبل الإسلام من أكثر مدن الحجاز، ثراء ورخاء نظراً لوفرة إنتاجها الزراعي، حتى اعتبرها المؤرخون ثاني موقع استيطاني بعد مكة المكرمة في ذلك الوقت، مما جعلها مطمعاً للقبائل البدوية في الصحراء. لذا أقامت حاضرة ثقيف حولها حائط و سور وحصن منيع مبني من الحجارة و اللبن يطوف بالمدينة، من كل أطرافها و نواحيها، ومن هنا سُميت "الطائف".[10] يقول في ذلك أمية بن أبي الصلت الثقفي:نحن بنينا حائطاً حصينايقارع الأبطال عن بنينا.[11]
- وصف مستشار الملك عبد العزيز و السفير السعودي في بريطانيا الشيخ حافظ وهبه في كتابه (جزيرة العرب في القرن العشرين) مدينة الطائف و ذكر ما نصه:[12]

| الطائف | هي مدينة مسورة واقعة في سهل رملي محاطة بتلال منخفضة و تقع على بعد ٧٥ ميلا إلى الجنوب الشرقي من مكة على إرتفاع خمسة آلاف قدم من سطح البحر و هي مصيف الأعيان و رجال الحكومة و بيوتها مبنية من الحجر ، و المدينة تغص بالسكان زمن الصيف فقط ، و جوها أبرد بكثير من مكة و المياه فيها غزيرة و هي في جوها و تربة أرضها تشبه الأراضي العالية في عسير و اليمن ، و الأمطار الغزيرة تسقط هناك في فصل الخريف و الآبار كثيرة و منها تروى الأراضي الزراعية البعيدة عن مجاري المياه ، يبلغ عدد سكان نحو عشرة آلاف نسمه ، و أغلبهم من ثقيف و عتيبه و يشتغلون بزراعة البساتين و الخضر و فاكهة الطآئف مشهورة بجودتها في سائر البلاد العربية ففيها العنب و الرمان و الخوخ و الليمون الحلو و المشمش و السفرجل ، أما زراعة النخيل في الطائف فلا تجود لشدة البرد ،و ينمو الورد في الطائف و يستخرج منه عطر فاخر يباع على الحجاج في موسم الحج | الطائف |

- يقول المؤرخ توفيق برو في كتابه تاريخ العرب القديم عن مدينة الطائف ما نصه:[13]

| الطائف | هي ثالث مدينة مهمة في الحجاز، وكانت تسمى "وج" نسبةً إلى أحد رؤسائها من العمالقة كما يروى، ويزعم الرواة أنه أخو أجأ الذي سمي به جبل طيء وتقع الطائف في مرتفع من الأرض على بعد ١٠٠كم تقريبًا "١٢ فرسخًا كما يقول ياقوت الحموي" إلى الجنوب الشرقي من مكة. وتتمتع بمناخ بارد شتاء، ربما تجمد المياه فيها خلاله، ومعتدل صيفًا مما جعلها مصيفًا لأهل مكة ولغيرهم من العرب، لا سيما وأنها واحة غنية بمياهها العذبة وتربتها الخصبة | الطائف |

## سكان الطائف قديماً
- العمالقة: أول من سكن الطائف التي كان اسمها القديم «وج» نسبةً إلى وج بن عبد الحي الذي يعتبر من أبرز العمالقة الذين سكنوها.
- بنو مهلائيل: هم أول من عُرف بسكنى الطائف من الأمم البائدة حسب أقول المؤرخين: «بنو مهلائيل بن قينان» قبل الطوفان
- قبيلة ثمود: سكنت الطائف منذ القدم وفي الطائف نقوش ثمودية كثيرة.
- قبيلة إياد: تنتسب للعدنانية، وهم بنو إياد بن نزار بن معد بن عدنان، لهم شرفٌ آنذاك في أهل تهامة.
- قبيلة عدوان: التي سكنت الطائف بعد إياد، وعدوان اسمهُ الحارث بن عمرو بن قيس عيلان، وسمي بعدوان لأنه تعدى على أخيه وقتله.
- قبيلة ثقيف: وسكنت ثقيف الطائف مع بنو عامر وعدوان ومارسوا الزراعة واشتدت شوكة ثقيف وتكاثر نسلها حتى أضحت قبيلة كبيرة في العدد والمنعة، وطمعت بها قبائل أخرى فأجمع بنو ثقيف على بناء حائط لهم يكون كالحصن المنيع لأرضهم سموه "الطائف" لإطافته بهم، وقد جرا بينهم وبين بنو عامر معارك كانت الغلبه فيها لثقيف وتغلبوا على من سواهم في هذا الشأن فأصبحت الطائف أرض ثقيف وتفردوا فيها واستولت ثقيف على الطائف.[14][15]حتى ضرب بهم المثل فقال أبو طالب بن عبدالمطلب :منعنا أرضنا من كل حيكما أمتنعت بطائِفها ثقيفُأتاهم معشر كي يسلبوهمفحالت دون ذلكم السيوف ويقول شاعر ثقيف أُميه بن أبي الصلت بن أبي ربيعة الثقفي:نحن بنينا طائفاً حصيناًيقارع الأبطال عن بنينا
- قبيلة فهم: وكانت تسكن إلى جانب قبيلة عدوان وكانت بلادهم في الجاهلية قبل مجيء ثقيف.
- قبيلة بنو عامر: الذين يشكلون أكبر قبيلة في قيس، وتُنتسب إلى صعصعة بن معاوية بن بكر بن هوزان بن منصور بن عكرمة بن حفصه بن قيس بن عيلان، وكانت تسكن بجانب بنو ثقيف وجرت بينهم المعارك ثم توالى عليها العرب حتى سادت قبيلة ثقيف وحكمت الطائف، وبعد فترة من الزمن انضمت مدينة الطائف إلى العهد السعودي في معركة الطائف بقيادة الملك عبد العزيز آل سعود في شهر صفر من عام 1343هـ.[16]

## سكان الطائف اليوم
وسكان الطائف اليوم من عدة قبائل عربية منهم:
- قبيلة قريش - ويعود تاريخ تواجدهم فيها إلى العصر الجاهلي اذ كانت لهم عدة مواضع لهم داخل الطائف منها مثل الوهط الذي كانت أرض عمرو بن العاص وبستان عتبة بن ربيعة بالإضافة إلى قرية المثناة وقرية السلامة وغيرها وفي عصر الخلفاء أسكن العديد منهم عدد كبيرا من قبيلة قريش في الطائف فأصبحت من قبائلها الرئيسية.
- قبيلة هذيل - ويعود تاريخ تواجدهم فيها إلى القرون الهجرية الأولى حيث سكنت قبيلة هذيل في قرى جبال غزوان وهي سلسلة السروات من الهدا إلى الشفا جنوب الطائف ثم امتدت إلى جنوب الشفا المعروف بالمحمدية وهم اهل غرب الشفا. وكانت لهم سيطرة على معظم الجبال الغربية والجنوبية حول الطائف مثل جبل دكا وجبل برد وهم سكانها. بالإضافة إلى وادي الصفا ووادي الشُريف شمال الهدا الذي تسكنه قبائل من هذيل منذ الجاهلية. ومن ديارهم فيها المخاضة وقرية وادي الشرف (جبل دكا) ووادي خُماس في الشفا وحمى زليفة.[17] وفي الطائف سراة هذيل التي ذكرها ابن خلدون.[18]
- قبيلة ثقيف - ويعود تاريخ تواجدهم فيها إلى الجاهلية وهم من سكان الطائف القدماء الذين بقوا إلى اليوم واستطاعت ثقيف في فترتها السيطرة والاستيلاء على الطائف حين كثر نسلهم واشتدت شوكتهم وهم اهل وادي وج الذي يتوسط الطائف وكانوا اكثر أهلها في الجاهلية ولهم بها اليوم عدد ومن ديار شرق الشفا ويجاورون هذيل في الشفا بالإضافة إلى عدة مواضع في شمال الهدا وهم اكثر سكان قها والشباعين المعروف بقها ثقيف وهي قرى تابعة لمحافظة الطائف.
- قبيلة عدوان - ويعود تاريخ تواجدهم في الطائف إلى العصر الجاهلي القديم ولهم بقية طفيفه فيها منهم قبيلة متعان المعروفة بالطائف ومن مواضعهم المتن ووادي سلبة وقراه ووادي عولاء وجبل آثال والذي يمر منه طريق الحجاج القديم وقرى وجبل جلجل الشهير.
- قبيلة عتيبة - ويعود تاريخ تواجدهم بها إلى عصر قديم وهم اهل السراة المعروفة بسراة شبابة اقصى جنوب شرق الطائف وتواجدهم قديم بها ويحيطون بالطائف شمالا في الحوية وفي الجنوب الشرقي نحو سراتهم ولهم بها عدد وهم اهل سراة بني سعد والحوية ونخب.
- قبيلة بني مالك - ويعود تاريخ تواجدهم فيها إلى القرن الثاني الهجري ( 200 هـ ) وهي امتداد قبيلة بجيلة وكانوا يسكنون تهامة ثم تحولوا إلى السَّراة جنوب الطائف بين بلاد بنو الحارث شمالاً والأزد جنوباً، وتعرف بسَراة بَجِيْلَةَ قديماً وأشهر ديارهم فيها هي حداد بني مالك التابعة لمحافظة الطائف وتواجدهم مرتبط بسراة بجيلة كونها تابعة للطائف وهم في عداد أهلها اليوم .
- قبيلة بنو الحارث - ويعود تاريخ تواجدهم فيها إلى عصور قديمة وكانوا من قبائل نجران وقدموا إلى جنوب شرق الطائف وأصبحوا في عداد أهلها ومن بلادهم فيها. قيا وأبو راكه و ميسان والصور وغزايل والجبوب والخياله وشوقب وضراء وبوا والهضبه

## دار الحكماء في الطائف
تأسست في مدينة الطائف الحجازية قبل الإسلام دار الحكماء وهي مؤسسة علمية و ثقافية عربية أسستها لبابة بنت ناصرة الثقفية في الطائف، وهي والدة حكيم و قاضي العرب عامر بن الظرب العدواني ، وكانت دار يطلب فيها العلم، ويجتمع فيها حكماء الحجاز ونجد والوجهاء والنسّابة والأدباء، وتدَّون فيها الكتب وتُعقد بها الندوات، وكان من روادها القُضاةِ والحنفاء العرب قديمًا، من أمثالِ قس بن ساعدة ، حربِ بن أُميّة وذي المجاسد اليشكريّ والحارث بن عباد وخالد بن سنان الغطفاني، الخنساء، وكانت العرب تبعث بأولادها إليها ليتعلّموا الأنساب والعلومَ والأدب وتعاليم ملَّة إبراهيم الحنيفية، وأكثرهم ذلك قُرَيْش التي أرسلت بعض أبنائها إلى دار الحكمة لطلب العلم.
تتكون الدار من طابقين، الطابق العلوي يضم قاعات خاصة بخزائن الكتب وأقسام النسخ والتأليف والتوثيق والمطالعة والدراسة في كل مجال من مجالات المعرفة والعلوم والآداب اما قاعات الطابق السفلي فكانت خاصة باجتماع الادباء والنسابة والمؤرخين والأطباء والدارسين.

## المناخ
يمتاز مناخ الطائف باعتدال الحرارة في الصيف، والبرودة في الشتاء، باستثناء أطرافه الجنوبية التي قد تصل فيها درجة الحرارة إلى درجة التجمد، وأما صحاريه الشمالية والشرقية تزيد فيها درجة الحرارة صيفاً، والأمطار موسمية تكثر في فصل الربيع، والهواء يميل إلى الجفاف، وترتفع نسبة الرياح العاصفة، وتقل في المناطق الجبلية عنه في المناطق الصحراوية.
| البيانات المناخية لـمدينة الطائف  | البيانات المناخية لـمدينة الطائف | البيانات المناخية لـمدينة الطائف | البيانات المناخية لـمدينة الطائف | البيانات المناخية لـمدينة الطائف | البيانات المناخية لـمدينة الطائف | البيانات المناخية لـمدينة الطائف | البيانات المناخية لـمدينة الطائف | البيانات المناخية لـمدينة الطائف | البيانات المناخية لـمدينة الطائف | البيانات المناخية لـمدينة الطائف | البيانات المناخية لـمدينة الطائف | البيانات المناخية لـمدينة الطائف | البيانات المناخية لـمدينة الطائف |
| الشهر                             | يناير                            | فبراير                           | مارس                             | أبريل                            | مايو                             | يونيو                            | يوليو                            | أغسطس                            | سبتمبر                           | أكتوبر                           | نوفمبر                           | ديسمبر                           | المعدل السنوي                    |
| --------------------------------- | -------------------------------- | -------------------------------- | -------------------------------- | -------------------------------- | -------------------------------- | -------------------------------- | -------------------------------- | -------------------------------- | -------------------------------- | -------------------------------- | -------------------------------- | -------------------------------- | -------------------------------- |
| الدرجة القصوى °م (°ف)             | 29.4 (84.9)                      | 32.6 (90.7)                      | 34.0 (93.2)                      | 35.0 (95.0)                      | 38.2 (100.8)                     | 39.0 (102.2)                     | 40.0 (104.0)                     | 39.0 (102.2)                     | 38.0 (100.4)                     | 34.6 (94.3)                      | 30.2 (86.4)                      | 29.2 (84.6)                      | 40.0 (104.0)                     |
| متوسط درجة الحرارة الكبرى °م (°ف) | 21.9 (71.4)                      | 23.7 (74.7)                      | 26.7 (80.1)                      | 28.7 (83.7)                      | 32.3 (90.1)                      | 35.1 (95.2)                      | 34.4 (93.9)                      | 34.3 (93.7)                      | 33.9 (93.0)                      | 29.6 (85.3)                      | 25.4 (77.7)                      | 22.7 (72.9)                      | 29.1 (84.3)                      |
| المتوسط اليومي °م (°ف)            | 15.3 (59.5)                      | 16.6 (61.9)                      | 19.7 (67.5)                      | 21.8 (71.2)                      | 25.5 (77.9)                      | 28.4 (83.1)                      | 28.5 (83.3)                      | 28.2 (82.8)                      | 27.3 (81.1)                      | 22.7 (72.9)                      | 18.6 (65.5)                      | 15.9 (60.6)                      | 22.4 (72.3)                      |
| متوسط درجة الحرارة الصغرى °م (°ف) | 8.4 (47.1)                       | 9.5 (49.1)                       | 12.7 (54.9)                      | 15.1 (59.2)                      | 18.6 (65.5)                      | 21.7 (71.1)                      | 22.9 (73.2)                      | 22.9 (73.2)                      | 20.5 (68.9)                      | 15.5 (59.9)                      | 11.9 (53.4)                      | 9.1 (48.4)                       | 15.7 (60.3)                      |
| أدنى درجة حرارة °م (°ف)           | −1.0 (30.2)                      | 1.0 (33.8)                       | 2.2 (36.0)                       | 4.0 (39.2)                       | 5.6 (42.1)                       | 13.9 (57.0)                      | 13.3 (55.9)                      | 13.3 (55.9)                      | 13.8 (56.8)                      | 8.0 (46.4)                       | 5.0 (41.0)                       | −1.0 (30.2)                      | −1.0 (30.2)                      |
| الهطول مم (إنش)                   | 7.6 (0.30)                       | 4.1 (0.16)                       | 14.8 (0.58)                      | 0.4 (0.02)                       | 30.6 (1.20)                      | 5.3 (0.21)                       | 3.9 (0.15)                       | 5.8 (0.23)                       | 6.8 (0.27)                       | 10.9 (0.43)                      | 21.5 (0.85)                      | 7.3 (0.29)                       | 119 (4.69)                       |
| متوسط الرطوبة النسبية (%)         | 60                               | 52                               | 45                               | 43                               | 36                               | 23                               | 26                               | 28                               | 28                               | 39                               | 55                               | 58                               | 41                               |
| المصدر: NOAA (1961-1990)          |                                  |                                  |                                  |                                  |                                  |                                  |                                  |                                  |                                  |                                  |                                  |                                  |                                  |

## الأهمية الاقتصادية
مدينة الطائف هي إحدى أبواب الحجاز التجارية الكبيرة، وأرضها أغنى أراضي الحجاز بعد وادي فاطمة، و يحمل ما يزيد من حاصلاتها وفاكهتها إلى مكة وغيرها، ويكثر فيها السمن والصوف ومشتقات الألبان لكثرة القبائل العربية المستقرة في ضواحيها و قراها. و للماشية في الطائف قيمة كبيرة لأن ما تنتجه قد يعادل ما تأتي به المزارع الخصبة و البقاع المنبتة.و من أشهر المنتوجات الزراعية للطائف العنب و الرمان و الخوخ و الموز و البطيخ كما إشتهرت قبل الإسلام بإنتاج العسل الطبيعي و صناعة الخمور و دباغة الجلود

## خصائص أهل الطائف

### إختلاف أهل الطائف عن أهل مكة و أهل البادية العربية
يقول المؤرخ جواد علي في كتابه المفصل في تاريخ العرب قبل الإسلام في خصائص وصفات أهل الطائف و طبيعة معاشهم:
| الطائف | ويختلف أهل الطائف عن أهل مكة، وعن البدو من حيث ميلهم إلى الزراعة واشتغالهم بها وعنايتهم بغرس الأشجار. وقد عرفت الطائف بكثرة زبيبها وأعنابها واشتهرت بأثمارها، وقد كان أهلها يُعنون بزراعة الأشجار المثمرة, ويسعون إلى تحسين أنواعها وجلب أنواع جديدة لها، فقد استوردوا أشجارًا من بلاد الشام ومن أماكن أخرى وغرسوها، حتى صارت الطائف تمون مكة وغيرها بالأثمار والخضر ، وثقيف حضر مستقرون متقدمون بالقياس إلى بقية أهل الحجاز, فاقوا غيرهم في الزراعة إذ عنوا بها كما ذكرت، واستفادوا من الماء فائدة كبيرة، وأحاطوا المدينة ببساتين مثمرة، كما فاقوا في البناء فبيوتهم جيدة منظمة، وكان لهم حذق ومهارة في الأمور العسكرية. وقد تجلى ذلك في دفاعهم عن مدينتهم يوم حاصرها الرسول وتحصنهم بسورهم، ورميهم المسلمين بالسهام وبالنار من فوق سورهم، يوم لم يكن لمكة ولا للمدينة سور ولا خنادق ، كذلك اختلف أهل الطائف عن غيرهم من أهل الحجاز في ميلهم إلى الحرف اليدوية مثل الدباغة والنجارة والحدادة، وهي حرف مستهجنة في نظر العربي، يأنف من الاشتغال بها. ولكن أهل الطائف احترفوها، وربحوا منها، وشغَّلوا رقيقهم بها. وقد استفادوا من خبرة الرقيق, فتعلموا منهم ما لم يكن معروفًا عندهم من أساليب الزراعة وأعمال الحرف، فجددوا وأضافوا إلى خبرتهم خبرة جديدة. وقد عاش أهل الطائف في مستوى هو أرفع من مستوى عامة أهل الحجاز، فقد رزقوا فواكه أكلوا منها، وجففوا بعضًا منها مثل "الزبيب"، وأكلوا وصدروا منه ما زاد عن حاجتهم، كما اقتاتوا بالحبوب واللحوم, حتى حظ فقراء الطائف هو أرفع وأحسن درجة من حظ فقراء المواضع الأخرى من الحجاز ، وكان رؤساؤها من المثرين الكبار، لهم حصون يدافعون بها عن أنفسهم وعن أموالهم، ولهم علم بالحرب. ولحماية مدينتهم أقاموا حصونًا على مسافات منها، وحوطوا مدينتهم بسور حصين عالٍ، يرد من يحاول دخولها، وجمعوا عندهم كل وسائل المقاومة الممكنة التي كانت معروفة في ذلك العهد، مثل أوتاد الحديد التي تحمى بالنار لتلقى على الجنود المختفين بالدبابات، وغير ذلك من وسائل المقاومة والدفاع، كما كانوا قد تعلموا من أهل اليمن مثل مدينة "جرش" صناعة العرادات والمنجنيق والدبابات ، وكان أغنياء "الطائف" كأغنياء مكة وأغنياء المواضع الأخرى من جزيرة العرب, أصحاب ربا. ولما أسلموا اشترط عليهم الرسول ألا يرابوا، ولا يشربوا الخمر، وكتب لهم كتابًا ، وكانت لهم تجارة مع اليمن، ولكننا لا نسمع شيئًا عن قوافل كبيرة كقوافل أهل مكة، كانت تتاجر مع بلاد الشام أو العراق، ولعلهم كانوا يساهمون مع تجار مكة في اتجارهم مع تلك الديار | الطائف |

### ذكاء أهل الطائف.[27]
| الطائف | ولأثر الطبيعة المذكور في طباع الناس، اختلفت طبائع أهل "الطائف" عن طبائع أهل مكة مع أنها أقرب إلى مكة من اليمن، وسبب ذلك أن الطائف أرض مرتفعة ذا جو معتدل، بها مياه وفيرة، وبها أشجار وهبتها الطبيعة لأرضها منذ القدم، أرضها خصبة فرحة، لا تسودها كآبة البادية ولا يخيم عليها عبوس البيداء، فصارت أخلاق أهلها من ثم أقرب إلى أخلاق أهل اليمن، وصاروا أذكياء، عقولهم متفتحة نيرة، استغلوا أيديهم، فزاولوا الحرف مثل الدباغة، واستغلوا الأرض، إذ زرعوها حبًّا وأشجارًا مثمرة، وربّوا الماشية، وصارت مدينتهم حتى اليوم مصيف أهل مكة. مع أنهم عرب ما في أصلهم العربي أدنى شك، وهم وعرب مكة أو يثرب أو نجد من طينة واحدة، لا شك في ذلك ولا شبهة | الطائف |

### براعة أهل الطائف في بناء الأسوار و الحصون و الأبراج الدفاعية.[28]
| الطائف | والظاهر أن أهل الطائف كانوا قد اقتفوا أثر اليمن في الدفاع عن مدنهم وقراهم, حيث كانوا يبنونها على المرتفعات في الغالب، ثم يحيطون ما يبنونه بأسوار ذات أبراج لمنع العدو من الدنو منها, ولا سيما البدو الذين لم يكونوا بحكم طبيعة معيشتهم في أرض منبسطة مكشوفة، ولفقرهم وعدم وجود أسلحة حسنة لديهم يستطيعون مهاجمة مثل هذه التحصينات، وأخذها على غِرَّة حيث تقفل أبواب الأسوار وتغلق ليلًا، وفي أوقات الخطر, فلا يكون في استطاعة أحد ولوجها؛ لذلك صارت هذه التحصينات من أثقل الأعداء على قلوب البدو | الطائف |

### الحياة الإجتماعية و العلمية في الطائف[29]
| الطائف | اتصفت الحياة الاجتماعية في الطائف بالرقي و التقدم نتيجة كرم و رخاء البيئة و الإقامة في الحضر تؤدي إلى التعاون و التآزر و تبادل الأفكار في شؤون الحياة من علوم و عمران مما يتصل بتقدم الإنسان ، و نجد أن العوامل الجغرافية و الثقافية و الاقتصادية في مدينة الطائف كلها تعين على قيام حضارة راقية ، فالمياه وفيرة و الأرض خصبة و المناخ معتدل بل بارد شتاء حتى أن المياه تتجمد على رؤوس الجبال و هذا المناخ خير معين على النشاط البشري الزراعي و الذي بدوره يؤدي إلى نشاط اقتصادي تجاري و صناعي أوسع ، و مجتمع الطائف مجتمع زراعي يجعل الزراعة الحرفة الأولى و يجيد استخدام موارد المياه و يعيشون حياة الاستقرار و يقيمون المنازل الثابتة و يجيدون فنون البناء و تخطيط المدينة و المرافق التابعة لها و هذه الحياة الحضرية المستقرة وفرت الأسس للنهضة العلمية و الفكرية في الطائف و من أشهر علماء الطائف قبل الإسلام الحارث بن كلدة و هو من ثقيف رحل إلى فارس و تعلم الطب ثم اشتهر بطبابته عند العرب و كان الرسول محمد صلى الله عليه و سلم ينصح من كان به عله أن يعرض نفسه على هذا الطبيب | الطائف |

## عادات و تقاليد

### عادات و تقاليد زفاف النساء في شمال الطائف
يتم تجهيز العروس في شمال الطائف (الحوية) بالثوب والبرقع و الحلي و الأقراط ثم تساق إلى مقر الحفل و قد يكون في منازل من طين أو في بيوت من شعر الوبر و تجلس في ركن مشيد لها بالشرشف و تستمتع بأهازيج المجرور الحجازي

### عادات و تقاليد زفاف النساء في جنوب الطائف
العروس قديما في بلاد بني سعد جنوب الطائف تُزف مرتين في يوم زفافها، صباحًا بالثوب التقليدي و جميع النساء المتزوجات يلبسن ثيابهن باستثناء البرقع حيث إن العروس فقط هي من تلبسه، ومساءً تكون الزفة الثانية بالفُستان الأبيض، وقُبيل يوم الزفاف بأيام تُخصص غرفة في بيت أهل العروسة يُعرض فيها ذهب العروسة و الثوب التقليدي وملحقاته الخاصة به، والتي تتكون من: (الجديل، القرقوش، المسفع، الرداية، الصبحة، والبرقع)، بالإضافة للهدايا التي يُقدمها لها الأقارب والمعارف والجيران

## إمارة الطائف في العهد السعودي
- الأمير عثمان بن عبد الرحمن المضايفي: عينهُ الإمام عبد العزيز بن محمد بن سعود أميراً الطائف والحجاز في الدولة السعودية الأولى وزوده برسائلٍ لمشائخ القبائل يخبرهم بهذا التعيين، ويطلب منهم طاعته ومساعدته إذا احتاج إليهم.[32]
- الأمير عبد العزيز بن إبراهيم آل إبراهيم: تعين أميراً على مدينة الطائف في يوم 28 جمادى الأولى من عام 1343هـ بعد دخول خالد بن لؤي وسلطان بن بجاد للمدينة، حيث يُعتبر أول أمير للطائف في الدولة السعودية الثالثة.[33]
- الأمير محمد بن عبد العزيز آل الشيخ (الملقب بالصحابي)
- الأمير محمد بن عبد العزيز الشهيل: تولى إمارة الطائف بعدهم، ولم يمضِ في إمارتها سوى بضعة أشهر لأنه كُلف بقيادة الحملة المتجهة لإخماد فتنة الإدريسي، ثم عاد إليها مرة أخرى بعد عام تقريباً، واستمر بإمارتها ثلاث سنوات، ثم انتقل إلى إمارة الليث عام 1357هـ.[34]
- الأمير عبد الله بن محمد بن معمر
- الأمير عبد العزيز بن فهد بن معمر
- الأمير ناصر بن صالح بن معمر
- الأمير محمد بن علي بن حريب
- الأمير صالح بن عبد العزيز السالم
- الأمير فهد بن عبد العزيز بن معمر.[35]
- سعد بن مقبل الميموني.
- الأمير سعود بن نهار بن سعود آل سعود.

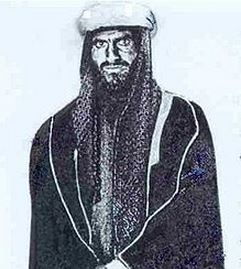
الأمير سلطان الدين بن بجاد بن حميد العتيبي قائد الحملة النجدية أثناء أحداث الحرب النجدية الحجازية عام 1924م

## مصيف الملوك

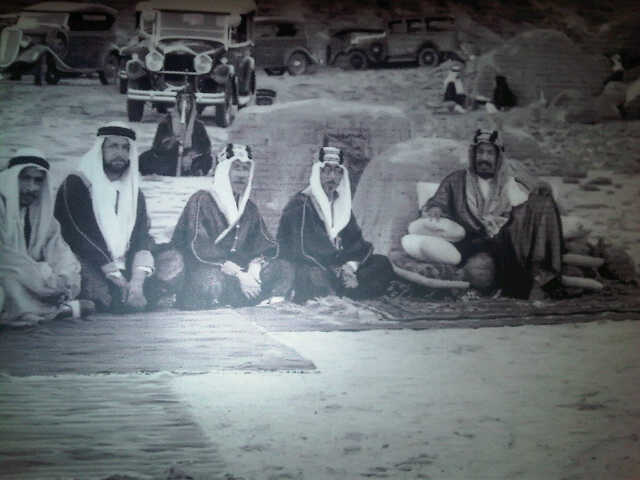
الملك عبدالعزيز آل سعود مع رئيس الوزراء السوري جميل مردم بك في ضواحي مدينة الطائف عام 1934م

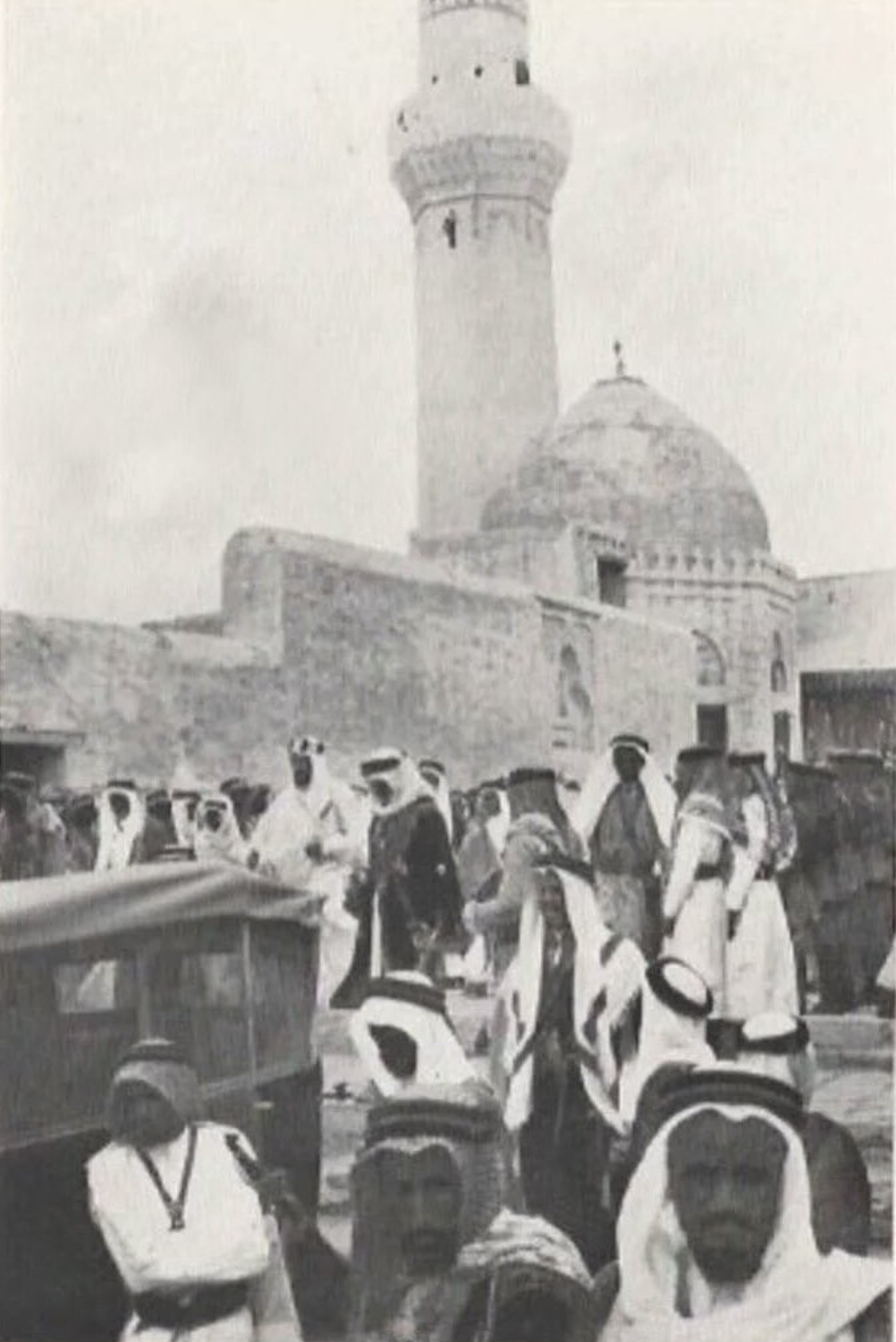
الملك عبدالعزيز يؤدي صلاة الجمعة في مسجد عبدالله بن العباس في مدينة الطائف

كان الملك عبد العزيز يفضل الابتعاد عن مدينة الرياض في الصيف ولا يطيق حر مكة المكرمة ولا رطوبة جدة ولكنه ألف الاصطياف في ضاحية الحوية على مقربة من مدينة الطائف ويلاحظ أن مناخ الطائف شديد الجفاف والحوية ألطف جوا. و لقد أمضى الملك عبدالعزيز آخر ثلاثة أشهر في حياته متنقلا في مصيفه المعتاد بين الحوية والطائف و أكثرها في الحوية وتوفي هناك، وأقيمت صلاة الميت عليه في الحوية ثم نقل جثمانه إلى الرياض و دفن في مقبرة العود.

## معاهدة الطائف
حدثت هذه المعاهدة بين المملكة العربية السعودية واليمن. وفي يوم الخميس من تاريخ 15/ 4/ 1385هـ - 12 /8 /1965م ووقع المؤتمرون «ميثاق السلام» بالطائف.

## أعلام وعلماء الطائف

##### أعلام الطائف
نظراً لازدهار الطائف في العصر الجاهلي القريب من صدر الإسلام، ارتفعت مكانة الطائف الاجتماعية، على سبيل المثال منهم: حبر الأمة الإسلامية عبدالله بن عباس، وعمرو بن العاص وأولاده وأحفاده، وزياد بن أبيه الذي كان مولده بالطائف، وجُمعت له ولاية العراق وخراسان وسجستان والبحرين وعُمان، وكان أحد الدهاة العرب آنذاك، والحجاج بن يوسف الثقفي الذي تولى إمارة الحجاز والعراق في العهد الأموي، والشاعر العرجي الذي ولد في العرج إحدى قرى الطائف، وهو من ولد عثمان بن عفان رضي الله عنه، وأيضاً المغيرة بن شعبة الثقفي، أحد دهاة العرب، وطريح بن إسماعيل الثقفي الشاعر، وعثمان بن ربيعة الثقفي الذي حكم الطائف، وحارب أهل الردة، وقال في ذلك شعراً:
وأيضاً منهم القاسم بن أمية بن أبي الصلت الثقافي وهو صحابي وشاعر، ومنهم أمية بن أبي الصلت، الشاعر ومنهم والده الشاعر أبو الصلت الثقفي، وكنانة بن عبد ياليل أحد رؤساء ثقيف الذي أبى أن يدخل في الإسلام، وبقي على دين الجاهلية، ومات في أرض الروم، ومن النساء بادية بنت عبد الله الثقفية الصحابية التي كتمت إسلامها عن قومها وهي بالطائف، من حين خروج النبي ﷺ من مكة إلى الطائف، وقد ماتت في الطائف وهي مسلمة، والفارعة بنت أبي الصلت أخت أمية بن أبي الصلت الذي آمن لسانه وكفر قلبه حسداً لرسول الله ﷺ أن الله اختصه بالرسالة.

##### علماء الطائف
الحبر عبد الله بن عباس، وعندما زار خير الدين الزركلي الطائف في عام 1339هـ اجتمع مع أهالي وعلماء المنطقة، وقد أثنى عليهم في كتابه «ما سمعت وما رأيت» ومنهم الشيخ عبد الله ابن أبي بكر بن علي كمال الذي قال عنه الزركلي: «أنه أفقه من في هذه المدينة وأعلم بالأدب وفنونه»، وقد أورد له بعض القصائد منها:

##### شعراء الطائف
من أبرز شعراء الطائف أبو الصلت الثقفي، وأبنة الشاعر أمية بن ابي الصلت، والشاعر القاسم بن أمية بن أبي الصلت الذي ترجم له الحافظ بن حجر العسقلاني في كتابه «الإصابة» وذكر مرثيته في الخليفة عثمان بن عفان منها:
ومن شعراء الطائف المحدثين الشاعر عثمان بن عبد الرحيم قاضي الذي كان مديراً لإدارة البريد والبرق والتليفون في الطائف، وقد تحدث عنه خير الدين الزركلي في كتابه "ما رأيت وما سمعت" قائلاً: "وزرت دائرة البريد والتلفون في الطائف فرأيت في صدرها الأعلى هذا البيت لكعب بن سعد من قصيدة:
مما دعا الزركلي إلى أن يسأل عن من أختار هذا البيت الشعري، وأيضاً من الشعراء صبحي الحلبي الذي تحدث عنه محمد سرور الصبان في كتابه «أدب الحجاز» حين أورد قصائد صبحي منها هذه القصيدة التي تدعو إلى العودة إلى المجد القديم:
- كما برز في العصر الحديث اعلامٌ عدة، منها ما تفوق في الحكم كعبد العزيز بن معمر، ومنها ما تفوق في الدعوة كمحمد عبد الرحيم الصديقي، ومنها ما تفوق في القضاء كمحمد نور المارديني، ومنها ما تفوق في التعليم كسعيد بن محمد عبد الواحد، ومنها ما تفوق في الفن كالموسيقار طارق عبدالحكيم.[41]

## المؤلفات التي تحدثت عن الطائف قديماً
- إهداء اللطائف من أخبار الطائف، تأليف الشيخ حسن بن علي العجيمي المتوفي سنة 1113هـ، تحقيق يحيى محمود ساعاتي، طبعة عام 1393هـ الموافق 1973م بشركة مطابع الجزيرة، الرياض-الملز، عدد صفحاته 110 صفحة.
- بهجة المهج في بعض فضائل الطائف و وج، تأليف أحمد بن علي بن أبي بكر بن عيسى بن محمد بن زياد العبدري، المتوفي سنة 678هـ، تحقيق د.إبراهيم محمد الزيد، مطبوعات نادي الطائف الأدبي، الطبعة الأولى، سنة 1404هـ، عدد صفحاته 103 صفحة.
- تحفة اللطائف في فضائل الحبر ابن عباس و وج والطائف، تأليف الشيخ محمد الهاشمي، تعليق ومراجعة محمد سعيد كمال ومحمد منصور الشقحاء، مطبوعات نادي الطائف الأدبي، عدد صفحاته 167 صفحة.
- نشر اللطائف في قطر الطائف، تأليف الشيخ علي بن محمد بن عراق الكناني، المتوفي سنة 963هـ، تحقيق عثمان محمود حسين، مطبوعات نادي الطائف الأدبي سنة 1406هـ الموافق 1986م، عدد صفحاته 124 صفحة.[42]

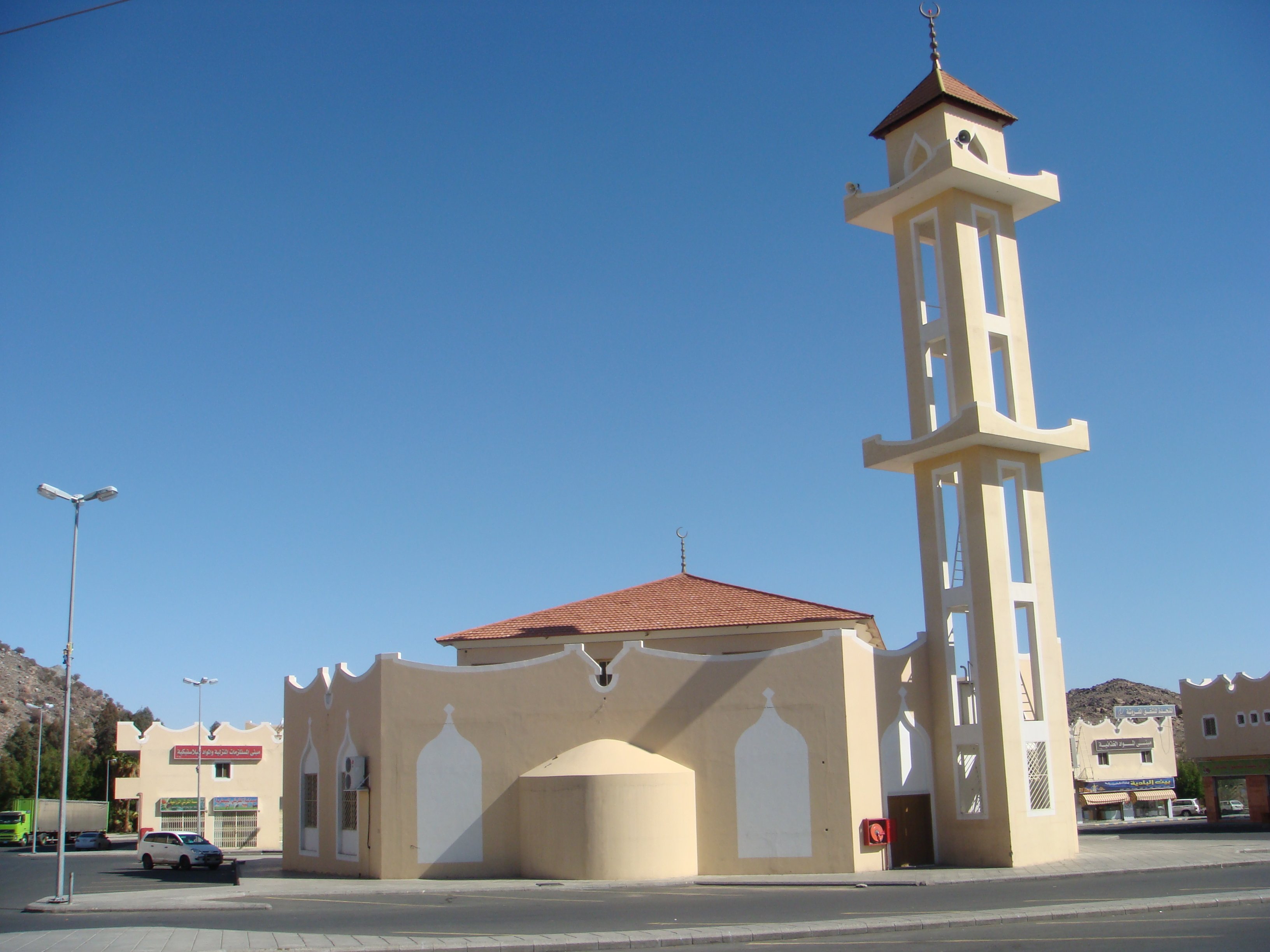
مسجد في الطائف

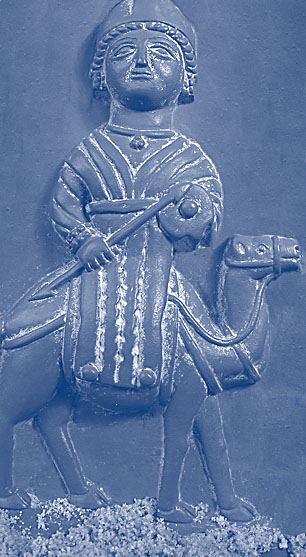
نقش حجري قديم إكتشف في مدينة الطائف السعودية يظهر فيه صنم اللات الوثني على سنام الإبل العربية

## المعالم التاريخية
- مسجد حليمة السعدية في بني سعد جنوب الطائف.
- مسجد عبد الله بن العباس: تم بناء هذا المسجد في أعلى قرية الهضبة في فترة حكم الخليفة العباسي الناصر لدين الله أبي العباس أحمد المستضيء، وعندما أصبحت الحجاز منذ سنة 923هـ/1715م ضمن الخلافة العثمانية، اهتم سلاطينهم بعمارة المسجد[43]، وقد كان بالمسجد مكتبة لحفظ الكتب الموقوفة للتيسير على طلاب العلم في الاطلاع عليها، وقد أسسها والي الحجاز العثماني محمد رشدي المعروف بالشرواني في عام 1292هـ حتى أنه قام بالعام التالي من تأسيسه للمكتبة أمر بشراء مدرسة في مكة المكرمة وتحويلها كمكتبة عامة للقراء.[44]
- قرية المعدن.
- سوق عكاظ التاريخي:

يعتبر من أكبر أسواق العرب، وكان يُقام في أول شهر ذي القعدة، ويستمر حتى العشرين من الشهر، ثم يرتحلون الناس منه متجهين إلى سوق مجنة، ثم إذا أهل شهر ذي الحجة ارتحلوا إلى سوق المجاز إلى يوم التروية؛ فيبدأ الحج، وقد كان الناس يفدون إلى سوق عكاظ من جميع انحاء الجزيرة العربية لعرض منتوجاتهم، حيث كانت تُجلب مصنوعات هجر والعراق وغزة، ومن البوادي السمن والأغنام، ومن اليمن الجلد، وأنواع الطيب، والحرير، والأحذية، والزيوت، والزبيب، والسلاح من الشام وغيرها، وقد أُختلف في تحديد موقعه بين المؤرخين، وقد اتفقوا في أنه نخل في وادٍ بينه وبين الطائف مسافة ليلة وبينهُ وبين مكة مسافة ثلاث ليالٍ، وبه كانت تقام سوق العرب بموضع يُدعى الأثيداء، وقد أهتم الملك فيصل بن عبدالعزيز آل سعود حين كان أميراً بتحديد موقع سوق عكاظ حين كلف الدكتور عبدالوهاب عزام بزيارة المنطقة، والتحقق من آثاره الباقية، مما جعلهُ يؤلف كتاباً بعنوان: «عكاظ» قائلاً :«إن موقع عكاظ في الحوية إحدى الضواحي الشمالية لمدينة الطائف، ويبعد عن مطارها قرابة عشرة كيلاً من الناحية الشرقية عند ملتقى وادي شرب ووادي الأخضر»، وقد ذُكرت فيه القصائد الكثيرة، وأغلبها موجودة في كتاب عكاظ في المدونة الشعرية للمؤلف حماد بن حامد السالمي.
- قصر شبرا التاريخي

الذي بناه علي بن عبد الله بن عون باشا عام 1323هـ، وأستغرق في بنائهِ ثلاث سنوات في عهد السلطان العثماني عبد الحميد باشا، ولم يسكنهُ إلا عامٌ واحد بعد أن عُزل وغادر إلى مصر، ثم أستقر فيه السلطان وحيد الدين محمد السادس عندما جاء إلى الحجاز، ثم سكنهُ الملك عبدالعزيز آل سعود، وقد شهد القصر ولادة أبنائه الأمير نواف بن عبد العزيز والأمير طلال بن عبد العزيز.
- البرك الأثرية: مثل بركة (عين زبيدة) نسبةً إلى زبيدة بنت جعفر المنصور زوجة الخليفة العباسي هارون الرشيد، ولقد انشأتها لغرض سقيا الحجاج القادمين من العراق، وقد بني على جوانبها العديد من البرك، والاستراحات الأثرية، ومنها بركة الخرابة التي تبعد مسافة 10كم شرق موقع البركة الذي يضم موقعين لتجميع مياه السيول، وتقع على مسافة 15كم من عشيرة، ومحطة بركة الغزلانية الواقعة على مسافة تُقدر بأكثر من 20كم شمال محطة الخرابة، ومحطة بركة البريكة الواقعة غرب محطة بركة البركة بمسافة تُقدر بـ 11كم، وكانت مطمورة؛ فساعد محافظ الطائف فهد بن معمر على إحيائها، كما قام بإحياء بركة محطة فيضة المسلح التي تعتبر من أكبر البرك بالطائف.[48]
- درب المشاة الاثري الذي يمكن مشاهدته من خلال التلفريك في الهدا على جبل الكر.
- قصر مشرفة بجوار عكاظ.
- سد السملقي:[49]
- سد سيسد: الذي يقع في منطقة ضيقة من وادي سيسد الواقع شرق الطائف، ويمتد من الشمال الغربي إلى الجنوب الشرقي، حيث يبلغ طوله 58م، وعرضه 4،10م وارتفاعه 8،5م مشيد من حجارة مستطيلة كبيرة الحجم، وتوجد في طرفه الشمالي الغربي قناة مفيض التي يبغ عرضها سبعة أمتار داخل الصخر، ويرجع تاريخه إلى سنة 58هـ.[50]
- سد ثمالة: الذي بُني في عهد الخلفاء الراشدين، وكانت له فائدة عُظمى في ري البساتين المجاورة، كما كان يمنع خطر السيول عن وادي ليه.[51]
- سد ثلبة: يقع غرب الطائف على طريق الهدا - مكة المكرمة، ويمتد السد من الاتجاه الشمالي الشرقي إلى الجنوب الغربي، وبلغ طول السد عند بنائه 78،9م، وعرضه 7،30م عند طرفه الشمالي الشرقي، ويبلغ عند طرفه الجنوبي الغربي 9،60م عند منتصفه، وعرضه 8،5م وارتفاعه 9م، وكان يتألف من الأحجار المربعة الشكل، حيث تم بناؤه من جدارين متوازيين، وقد تهدمت الأجزاء الوسطى من الجدار، وأصبح يمر معها طريق مسفلت.[52]
- سد اللصب: هو سد أسمنتي حديث أُقيم على مضيق اللصب الواقع بين جبلين وركبان وبئران بين وادي أبو غيل ووادي الصبيخة ببلاد بني سالم.[53]
- مقلع طمية (فوهة الوعبة).
- أم السباع وبه العديد من النقوش الإسلامية.
- الشفا وبه العديد من القلاع والحصون.
- ملعب أبو زيد الهلالي.
- بحرة الرغاء: الواقعة في وادي لية، وتبعد عن الطائف بمسافة أربعة عشر كيلاً.[54]
- قلعة القشلة: شُيدت هذه القلعة في عهد الدولة العثمانية عام 1288هـ/1871م على يد خورشيد باشا، وكانت تقع خارج أسوار الطائف بالقرب من باب الريع شمال غرب الطائف، وقد ظلت القلعة قائمة حتى هُدمت سنة 1394هـ/1974م.[55]
- قلعة العزيزية: الواقعة في حي العزيزية بالطائف، وتُنسب إلى الملك عبد العزيز آل سعود، ولم يبق من القلعة إلا أحد عشر متر من أجزاء القلعة الغربية، وبرج الواقع في الركن الجنوبي الغربي، والبالغ قطره ستة أمتار، وارتفاعه عشرة أمتار، وكانت توجد فيه فتحات لوضع فوهات المدافع.[55]
- قلعة الشريف بالعرفاء: التي بُنيت على قمة جبل العرف في القرن الثالث عشر الهجري، وقد تميزت بوجود برجين، الأول في الجهة الشمالية الغربية، والآخر في الجهة الجنوبية الشرقية، وهي مستطيلة الشكل حيث تم بنائها من الأحجار المرصوصة، والقسم السفلي من القلعة فبُني من الحجر أما القسم العلوي من اللبن، وقد زُينت حافتها العلوية باحجار المرو الأبيض على شكل مثلثات متتابعة.[56]
- قلعة المثناة: تعتبر من القلاع الحربية التي أُقيمت بطرف المثناة الغربي، وقد اتخذها الشريف عبدالمطلب بن غالب مكاناً له، وفي عام 1299هـ وصل تلغراف يأمر بتولية عثمان نوري باشا، وكان بالطائف؛ فجهز قوة عسكرية في هذه القلعة، وقبض عليه، وتولى الشريف عبد الله نجل الشريف محمد بن عبد المعين بن عون.[57]
- آبار عشيرة: أمر الملك عبدالعزيز آل سعود ببناء البئر سنة 1350هـ، وقد بُني من المواد الخام المتوفرة في عشيرة مثل: الأحجار الجرانيتية، والبازلتية، والبركانية، وأحجار الدبش، وأخشاب الطلح، والسدر، والعشر، والعرعر في أعمال تسقيف الغرف الموجودة في الركن الجنوبي الشرقي، والشبابيك، والأبواب، كما أُستخدم الجص والنورة، والقضبان الحديدية في أعمال التسقيف، والمناطق العلوية من الشبابيك والأبواب، والسلالم الصاعدة إلى سطح الخزان، وقد صُممت على شكل دائري بأحجامٍ صغيرة وكبيرة، وطيها بالحجارة، وهو أسلوب عُرف في الجزيرة العربية قبل الإسلام، وشاع استخدامه في العصر الإسلامي.[58]

## الطائف والرحالة
- زار الطائف العديد من الرحالة كالرحالة ناصر خسرو الذي زارها في القرن الخامس الهجري الحادي عشر الميلادي.
- بعد خمسة قرون زارها العياشي الذي سلك طريق كرا حيث مر من الكثير من الأماكن مثل: منى-مزدلفة-عرفة-نعمان-الكر-كرا-الهدا، وقد واجهتهُ صعوبات الطريق خصوصاً أثناء صعوده من جبل كرا، وعندما وصلها وصفها بقوله: «وصلنا بلد الطائف، وهي قصور في مستوى من الأرض تحيط بها جنات من نخيل قليل وأعناب كثير، وفواكه مما يشتهون، وقصدنا المسجد الأعظم، يقصد مسجد ابن عباس رضي الله عنهما» كما أستمر واصفاً النشاط الاقتصادي فيها:«وفي هذا البلد أسواق حافله يحضرها الناس من أطراف نجد، ويجلب إليها من الحبوب والثمار والزبيب والعسل ما قضينا العجب من كثرته».
- أما الموسوي فقد مر بالأماكن التي مر بها العياشي، وقد وصفها بقوله: «الطائف أكبر مدن الحجاز، وأهله كانوا سابقاً في ثروة من الغنى والمال، ويُجلب منها إلى مكة الفواكه النفيسة وغير ذلك من الحب والشعير والسمن والعسل واللوز، وبالطائف كثير من العرب والهنود، وهي منازل ثقيف، وبها مياه عذبة، وفواكه مختلفة، وبها ديار بني سعد، وبها أقوام من قريش، وهذيل، وثمالة، وناصرة، وبجيلة..»، وقد أُعجب بالطائف حتى أنه قال فيها قصيدة يقول مطلعها:

- وصف الزراعة فيها الرحالة سيديو بقوله: «الطائف بستان مكة»، كما قال عنها تاميزيه واصفاً مزارعها: «بها أشجار من التين والتوت واللوز والخوخ والرمان وقليل من أشجار النخيل، ودوالي كثيرة من العنب والقرع والبطيخ والشمام والخيار والملوخية والبامية».
- وصفها الرحالة محمد صادق حين مر الطائف عام 1304هـ قائلاً: «من عنب الطائف الجاووش ومن رمان الطائف المليس، بها الخوخ والتين الصلبي، والتين البرشومي، والتوت، والبرقوق، والبلح، والليمون، وأنواع الخضروات».
- ذكرها الرحالة الأديب شكيب أرسلان حين زارها عام 1348هـ قائلاً:«... في الطائف المياه ترتفع بالسواني، والماء الجاري من نفسه هناك إنما هو عينان غزيرتان، إحداهما عين السلامة، والأخرى عين الوهط».[60]

## النقوش والطائف
نُقشت النقوش العربية مبكراً في منطقة الطائف على الصخور في رؤوس الجبال والهضاب، وفي بطون الأودية والشعاب، وعلى بعضٍ من احجار السدود؛ والملاحظ أن النقاش لم يلتزم بقاعدة معينة تبعاً لظروف الموقع وشكل الصخرة التي نفذ النقش الكتابي بها، وما يتبعها من انحناءات وانبعاجات، وما عليها من كتابات وزخارف، وقد ظهرت النقوش في المناطق الزراعية كما في نقوش وادي سيسد، ووادي عرضة، ووادي الهدا، وعند اجتماع المياه، سواء أكانت طبيعية كالغدران كغدير البنات، أو في سدود مائية كوادي سيسد، وسد العقرب، وسد الدرويش، وسد وادي داماء، وسد السملقي، وسد وادي قريقير، كما نُفذت النقوش في الأماكن التي يكثر ارتياد الناس إليها كما في نقوش أم العراد، وجبل أم السباع، والردف، كما نُفذت النقوش أيضاً على الدروب القديمة كما في النقوش الممتدة طوال الطريق من الهدا إلى ثقيف، ونقش ربع المخاري ببلاد بني الحارث، كما نُفذت النقوش في أرضيات وجدران الكهوف من الداخل، حيث استغلت الأرضيات والجدران للكتابة أثناء الاستراحة بالكهف، ومن أمثلتها نقوش أم العراد، وجبل أم السباع، وهضبة بانية، وقد تتفاوت النقوش في كثرتها أو قلتها من منطقة لأخرى تبعاً لوظيفة المنطقة، واستراتيجية موقعها، واستمرار سكناها أو زيارتها، والمرور إلى مناطق أخرى بواسطتها، وقربها من التجمعات السكنية، وما قام فيها من مبانٍ.

## العمارة في الطائف

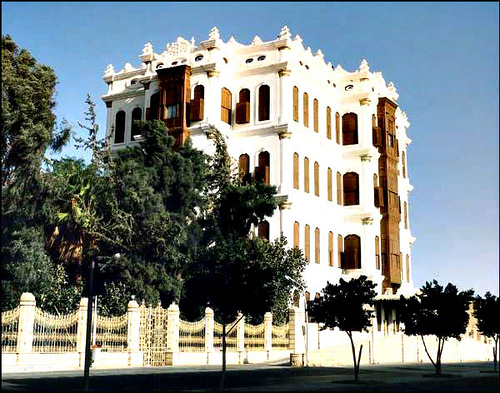
قصر شبرا التاريخي في مدينة الطائف للشريف علي بن عبدالله بن محمد بن عون الهاشمي أمير الحجاز

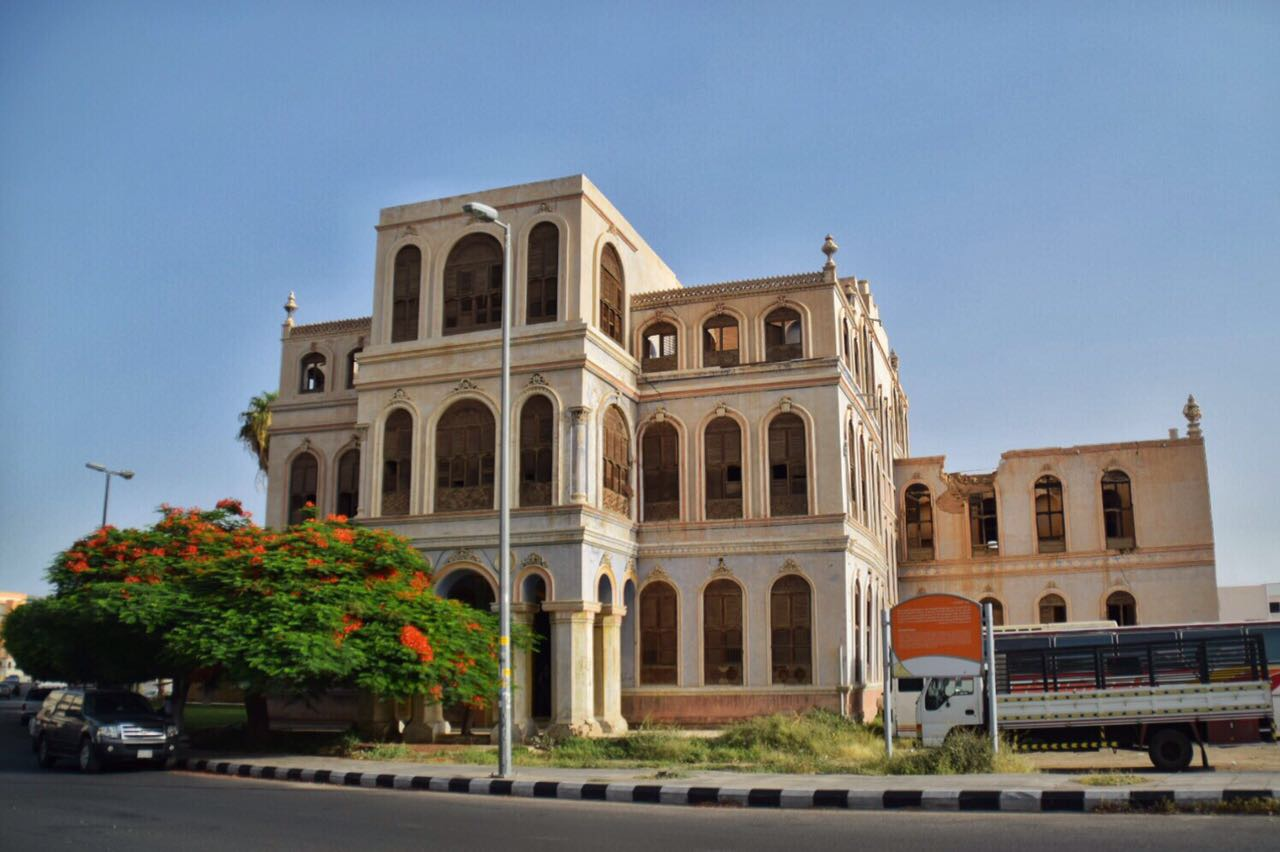
ييت الكاتب في مدينة الطائف و يسمى (قصر النيابة) شيده علي عبدالواحد الثقفي كاتب الشريف عون الرفيق أمير الحجاز و كان مقر إقامته ثم أصبح فيما بعد مقر إقامة الأمير فيصل بن عبدالعزيز نائب الملك على الحجاز

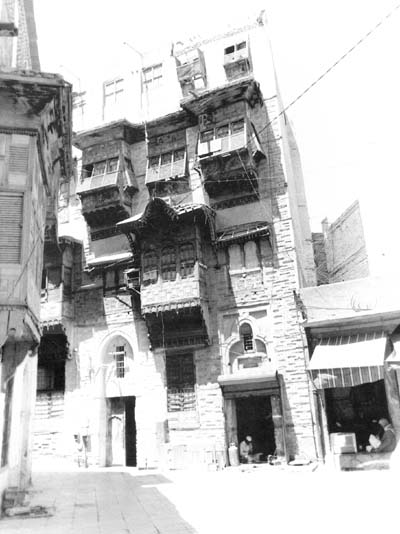
منزل قديم في مدينة الطائف بني على الطراز المعماري الحجازي القديم

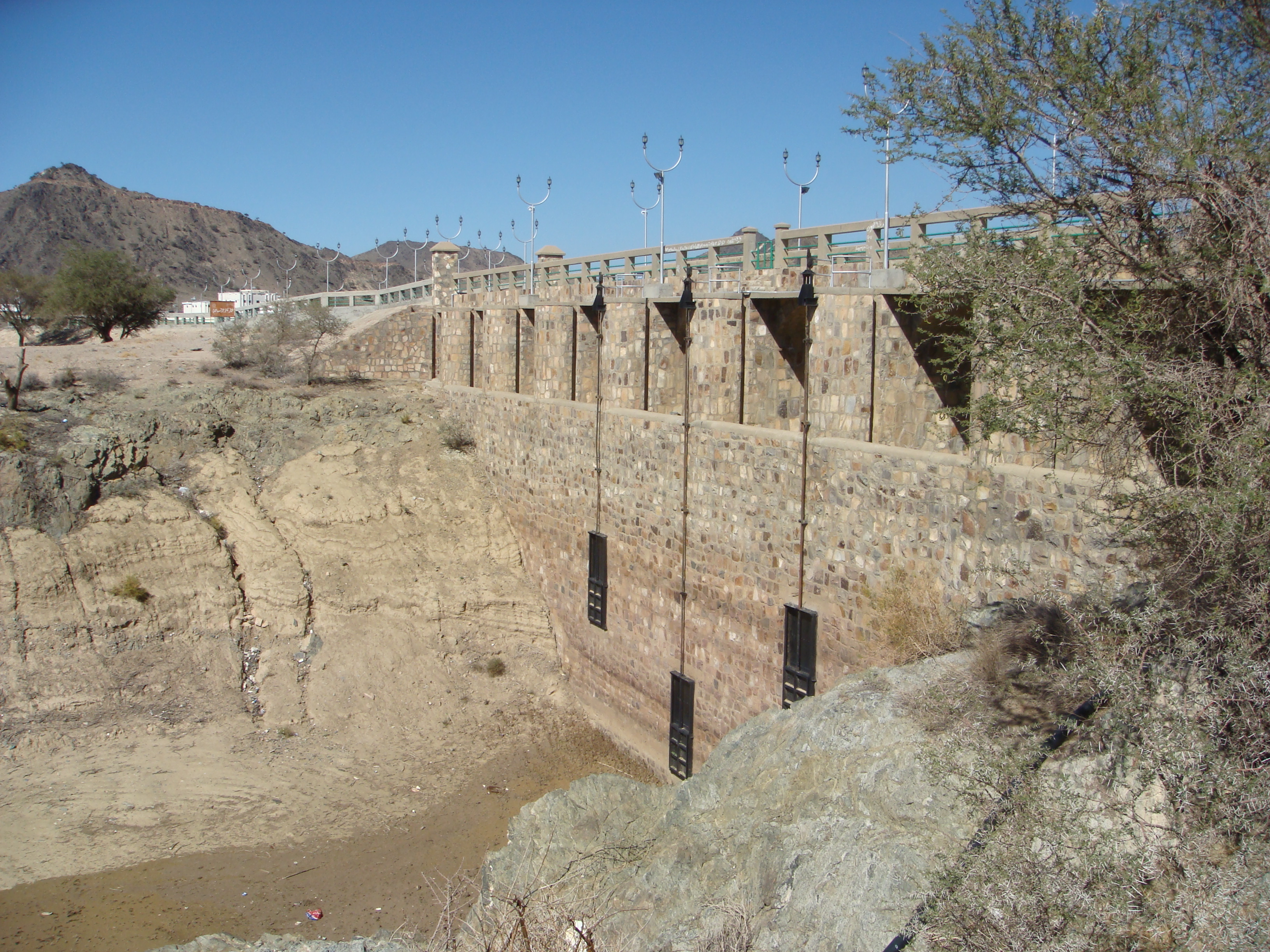
سد الطائف الأثري

برع سكان الطائف منذ القدم بفنون العمارة، حيث قاموا ببناء السدود والقنوات لتصريف المياه، وحفروا الآبار، كما استطاعوا بناء القلاع والحصون والأبراج لحماية المدينة من العابثين، وقد اتقنوا صناعة اللبن وتكسير الصخور، وتهذيب الحجارة وخاصةً أحجار البازلت التي كانت أساس البناء في المدينة لما تشتمل عليه من خصائص فيزيائية تقوم بتلطيف الجو العام، واللبن المادة الطينية التي تُخلط بالتبن، وتُعجن وتُشكل على شكل قوالب مستطيلة أو مربعة، كما كانوا يستخدمون الطين والحجر الذي لم يُهذب في بناء الحظائر والمنازل العادية كما في القرى، وقد انفردت الطائف مع مكة المكرمة في صناعة النورة المستخرجة من جبال الطائف مثل: حمى الحمدة، وكانت ورش النورة والرخام تنتشر في العديد من المواقع، وتستخدم النورة في الطلاء لجودة لونها الناصع البياض، أما الجص فقد ظهر في العديد من المباني التي أُقيمت على درب زبيدة، وفي عدد من القصور التاريخية والتراثية مثل: قصر شبرا، وبيت الكاتب، والقصور التي أُنشئت في العصور العثمانية المتأخرة، كما أُستخدم الجص في طلاء بعض السدود الأثرية كسد ثلبة، وخلال العصر العثماني بلغت الطائف شهرة في مجال الأعمال الخشبية والتي لازال بعضها قائماً إلى الآن، وقد استوعب الصناع من أهالي الطائف ومكة ومدن الحجاز كافة أثر تفاصيل الصناعات الخشبية التي استخدموها في الكثير من الأبواب والسقوف والرواشن والمناور والشرفات، حيث استخدموا فيها كافة أنواع الخشب منها الساج والصندل والدوم والطلح والعرعر والسلم والأثل في تجهيز الأعمدة والسقوف، وبعض الأعمال الزخرفية التي منها التخريم والتفريغ والتعشيق والخرط والتهذيب في كافة الزخارف المتعددة كالهندسية والنباتية والأطباق النجمية والزخرفة المشعة والمثلثات والمربعات والدوائر وغيرها، واما الزجاج لم ينتشر بشكل واسع إلا في أواخر العصر العثماني في تعشيق الفتحات وفي الرواشين والنوافذ، وفي أعلى الأبواب والمناور وكذلك ألوان الزجاج التي استخدمت في تزيين جدران المباني والأعمدة والشرفات، حيث استخدم تدرج الألوان والنقوش النباتية في المباني التراثية بالطائف.

## المتاحف والمعارض والنشاطات الثقافية
- متحف قصر شبرا وهو من أعرق المتاحف في المدينة ويضم 4 آلاف قطعة اثرية.
- متحف وطني يعتبر أكبر متاحف الطائف ويضم بين جنباته أكثر من 30 ألف قطعة أثرية متنوعة بينها مقتنيات أثرية وقطع تراثية محلية من العقود الماضية ومخطوطات قديمة وصور وشواهد حجرية ومنحوتات صخرية وأسلحة وذخائر ومستلزمات الحرف القديمة.
- متحف عكاظ.
- متحف أم السباع.
- متحف القرية الخضراء.
- معرض الحياة الفطرية.
- مركز الطائف الدولي للمعارض والمؤتمرات.
- معرض أمانة الطائف الدائم.
- مكتبة ومتحف مسجد عبد الله بن العباس (أكبر مسجد أثري في الطائف).
- مكتبة الطائف العامة.
- نادي الطائف الثقافي الأدبي: الذي تأسس في عام 1395هـ/1975م، وتكون مجلس إدارته من علي حسن العبادي رئيساً، ومحمد سعيد كمال نائباً للرئيس، ومحمد المنصور الشقحاء سكرتيراً، وعبد الله سعيد جمعان أميناً للصندوق، وإبراهيم الزيد وعلي خضران القرني ومناحي ضاوي القثامي أعضاءً، وقد ضم النادي آنذاك عدداً من اللجان التنظيمية وهي: لجان الشعر والقصة والنثر والتراث، كما أصدر العديد من المطبوعات، وقام بالكثير من المحاضرات، ولازال يقوم بجهوده إلى وقتنا الحاضر.[63]، وقد أتبع النادي عدة وسائل لتحقيق أهدافه منها: عقد الندوات والمحاضرات وتوجيه الدعوة للكُتاب والشعراء والأدباء، وعقد الحلقات في كافة المجالات واستخدام أساليب البحث والمناقشة، وتنظيم المناظرات ودراسات للكتب الأدبية والثقافية، وإصدار نشرة دورية أو مجلة تحوي روائع الأدب والثقافات، والعمل على تأسيس مكتبة وتزويدها بالمؤلفات المتنوعة الدينية والأدبية والثقافية، وتسخير السينما كوسيلة تثقيفية، كما استخدمت الإذاعة في عقد الدورات والمناقشات وتسجيل إنتاج أعضاء النادي، وعمل البرامج التمثيلية والتربوية والأخلاقية والتاريخية والاجتماعية، والانضمام إلى الروابط والجمعيات الأدبية في البلاد العربية من حيث التبادل المعرفي، وطبع ونشر ما يقرهُ النادي من الإنتاج الأدبي بهدف رفع المستوى الثقافي في المملكة.[64]
- جمعية الثقافة والفنون: التي عملت منذ تأسيسها بناءً على القرار رقم 43 وتاريخ 26/ 11/ 1393هـ والصادر من الإدارة العامة لرعاية الشباب، على تحقيق أهدافها في الارتفاع بمستوى الثقافة والفنون كافة، والعمل على رعاية الأدباء والفنانين السعوديين، ورفع المستوى الثقافي والفني والاجتماعي والمادي بكافة الوسائل الممكنة، وتبني المواهب الجديدة وإتاحة الفرص للبروز، والمشاركة في تمثيل المملكة العربية السعودية في المجالات الفنية سواء في الداخل أو الخارج، والمحافظة على التراث الثقافي والفني والعمل على تطويره، والمساهمة في تزويد الساحة الثقافية بالإصدارات التي تُسهم في تشجيع الكتاب والقضاء على أزمة الأديب الناشر.[65]
- مركز الموهوبين (من أقدم المراكز الخاصة بالموهوبين على مستوى المملكة).
- في الثاني من نوفمبر عام 2023 تم إضافة مدينة الطائف ضمن شبكة اليونسكو للمدن الإبداعية أرض الشعر.[66]

## المهرجانات والفعاليات الرئيسية
- مهرجان صيف الطائف (الطائف احلى واحلى).
- سوق عكاظ.
- مهرجان قطاف الورد الطائفي الذي تتميز به الطائف.
- مهرجان الطائف الشتوي.
- مهرجان ربيع البهيتة.
- مهرجان الهدا.
- مهرجان العنب بمركز السحن بني سعد بمحافظة ميسان.
- سباقات الفروسية في ميدان الملك خالد للفروسية من تنظيم نادي سباقات الخيل حيث تنقل سباقات الفروسية من الرياض إلى الطائف طوال الصيف.
- سباقات الهجن السنوية في العرفا تنظيم نادي الإبل.

## المناطق السياحية

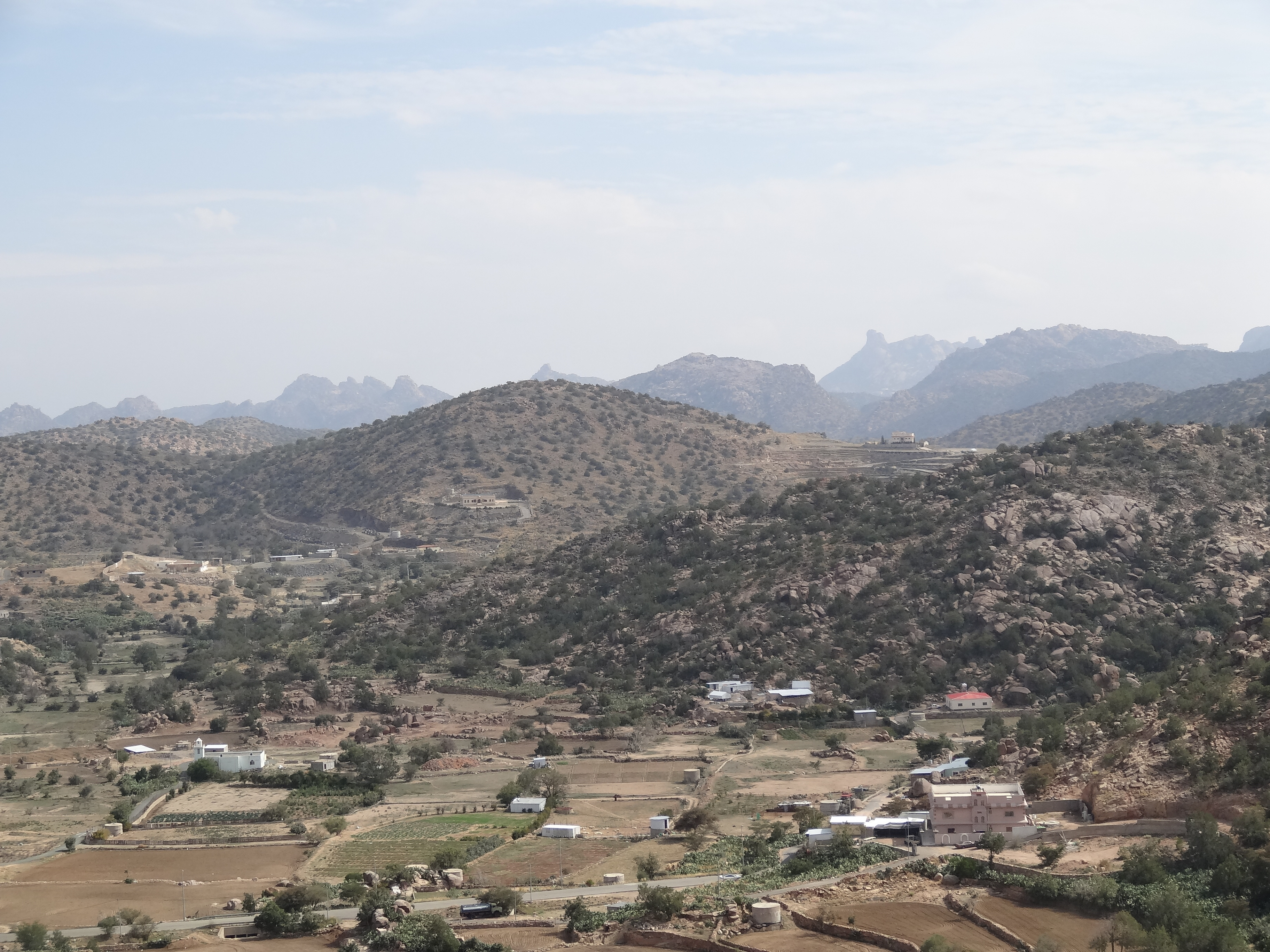
صورة لجبال في الطائف

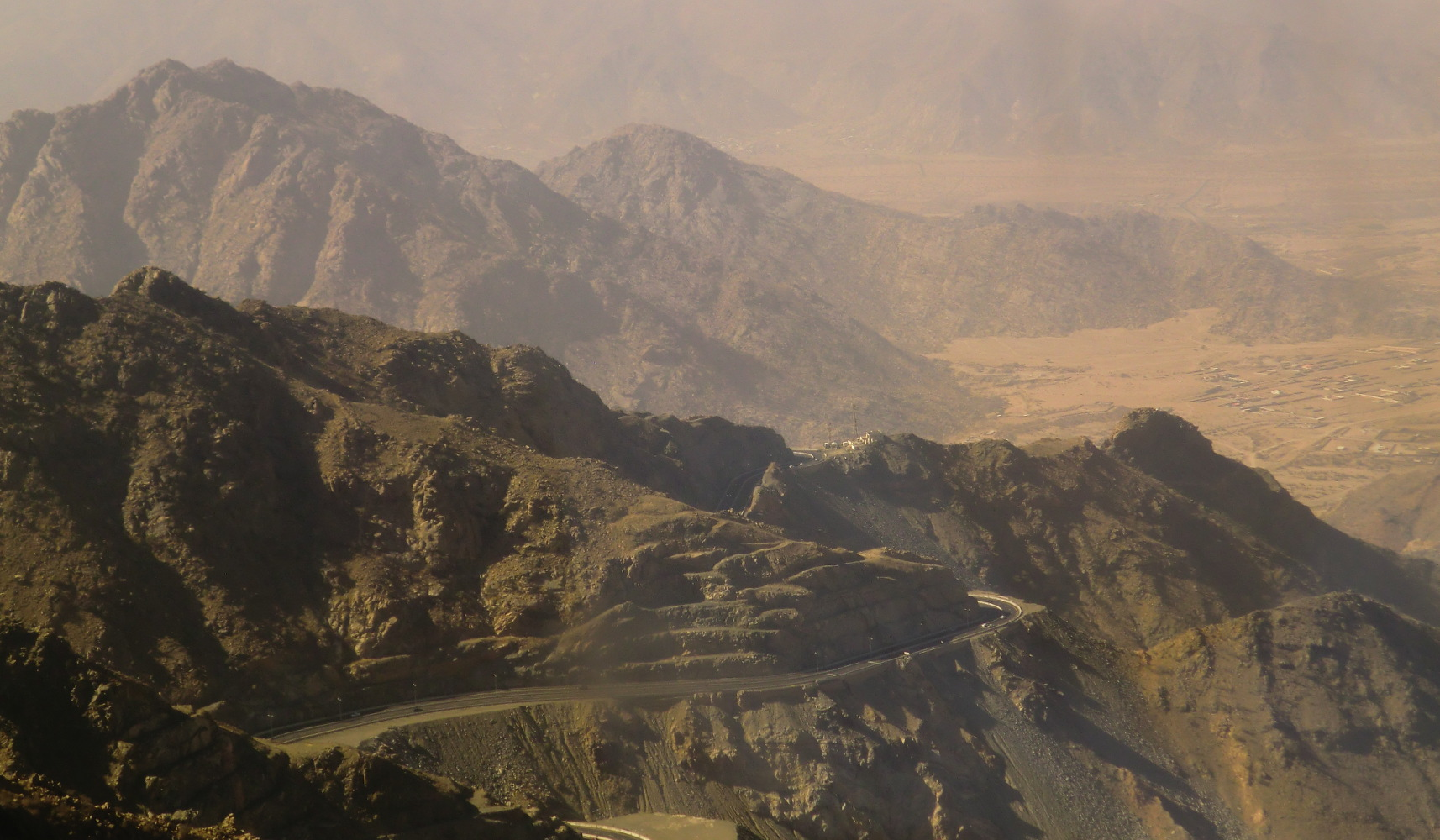
الجبال المحيطة بالطائف

- سوق عكاظ التاريخي : يقع شمال شرق الطائف ويقام في شهر شوال كل عام.
- الشفا والهدا: مناطق سياحية، تشتهر بإنتاج بالورد[ ؟ ] حيث يصل ارتفاع الطائف في الهدا إلى 1700م فوق سطح البحر، و2000م في الشفا، إضافةً إلى ملائمة درجات الحرارة الصالحة لزراعة الورد حيث لا تزيد عن 33 درجة في الصيف، و5 درجات فوق الصفر في الشتاء، وتوفر التربة المناسبة ساعد على نمو الورد.[67]
- حديقة الملك عبد العزيز الواقعة في عشيرة شمال الطائف.
- البهيتة : متنزه يقع شمال غرب الطائف تقام فيه فعاليات سوق مجنة التاريخي في ربيع كل عام.
- متنزه الطائف الوطني : يقع شرق الطائف في منطقة سيسد ويوجد به سد معاوية بن ابي سفيان وسد السملقي.
- منتزه الردف.
- منتزه الشعلة.
- الوهط والوهيط (تابعة للشفا).

- وادي عرضة (تابعة للشفا).
- الخرار (تابعة للشفا).
- وادي نخب : يقع شرق الطائف.

- وادي لية : يقع شرق الطائف.

- تلفريك الهدا وقرية الكر السياحية (تابعة للهدا).
- منتزه سمنان وسمينين.
- منتزة الجبل الأخضر.
- منتزة البعيجان.
- منتزة الشلال.
- سد عكرمة.

- قرية مهرجان صيف الطائف (تقام طول الإجازة الصيفية كل عام).
- حديقة الملك فهد وحديقة الردف وحديقة الحيوانات: افتتحت حديقة الملك فهد في سنة 1983م، وكانت هدية الملك فهد آل سعود لأبناء الطائف، واتخذت من جهة الهدا بمدخل المدينة موقعاً لها، وقد احتوت على ملاهي للأطفال، وجلسات عائلية مصممة من الخشب والأسمنت، وامتازت الحديقة بأن أرضها صخرية يغلب عليها الاتساع مما ساعد على تجهيزها بالمربعات العشبية الخضراء، أما حديقة الردف؛ فقد كانت تقع في الجهة الجنوبية من الطائف، مما ساعد على وجودها بين الأشجار والصخور الجرانيتية، وأما حديقة الحيوانات التي أُقيمت في منطقة الردف وتنوعت في حيواناتها مثل الفيل الأفريقي والزرافة والغزلان والحمار الوحشي والالبكه وغيرها، ويوجد بها الملاهي وعالم الديناصورات وكهف الرعب وعالم الثعابين والزواحف.[68]
- حديقة الملك فيصل بن عبد العزيز الواقعة في القديرة خلف فندق الانتر على طريق المطار.
- منتزه الملك عبد الله.
- منتزه النقبة الحمراء.

## الأسواق والمراكز التجارية
| - منطقة البلد المنطقة المركزية وتحتوي على أكثر من 4000 محل تجاري وبها برحة القزاز المشهورة. - هايبر بنده ومجمع قلب الطائف التجاري وشارع أبو بكر الصديق. - سوق الطائف الدولي طريق خالد بن الوليد. - سوق العبيكان مول طريق خالد بن الوليد. - سوق النخيل التجاري طريق حسان بن ثابت. - سوق الملطاني بقرب المنطقة المركزية. - سوق العنقري. - المصيف مول حي الحوية. - هايبر بنده أمام سوق النخيل طريق حسان بن ثابت. - سوق مزايا مول أمام سوق النخيل طريق حسان بن ثابت. - ستي ماكس في نهاية شارع الستين بطريق الشفا بجوار مطعم لؤلؤة الصين. | - الكمال مول شارع شهار العام. - سنتربوينت بجوار مركز الورود. - برج الطائف بجوار مجمع قلب الطائف. - المطعم الدوار في برج الطائف. - مكتبة العبيكان في مجمع قلب الطائف. - اكسترا في مجمع قلب الطائف. - ساحة التزلج في مجمع قلب الطائف. - المقهى في برج العبيكان. - جوري مول شارع خالد بن الوليد جوار امانة الطائف. - تيرا مول بجوار جوري مول. - فالي سنتر بوادي وج. |

## التعليم
عرفت الطائف التعليم كبقية المدن الحجازية، حيث كانت تُعقد الحلقات التعليمية في مسجد عبد الله بن عباس، وفي مسجد الهادي، وغيرها من حلقات العلماء والقضاة مع بداية القرن الرابع عشر الهجري، وكان أول تعليم نظامي بالطائف كان من خلال مدرستين قامت بإنشائها الحكومة العثمانية، إحداهما تسمى المدرسة الابتدائية والتي كانت تتكون من أربعة صفوف دراسية، بدءاً من الصف الأول حتى الصف الرابع، وكان مقرها باب الريع جنوبي القلعة بجوار إسطبل الخيل، وكانت الدراسة فيها باللغة التركية باستثناء القرآن الكريم والتجويد، أما المدرسة الأخرى فكانت تُسمى المدرسة الرشدية التي مقرها باب الريع أيضاً، وكانت مكونة من ستة صفوف دراسية بمثابة المرحلة الإعدادية والثانوية، وتُدرس فيها جميع المواد الدينية والعربية والاجتماعية والرياضية، وكانت الدراسة فيها باللغة التركية باستثناء القرآن الكريم والنحو والصرف، وذلك في عام 1335هـ، وفي عهد الملك الشريف حسين بن علي أُطلق على هذه المدرسة بالمدرسة الهاشمية الراقية، أما في العهد السعودي فكانت المدرسة السعودية سنة 1345هـ أول مدرسة نظامية أُقيمت في الطائف، وهي مدرسة ابتدائية قامت على انقاض المدرسة الهاشمية، وظلت حتى الستينيات، وكانت مدة الدراسة بها ست سنوات، ومقرها بباب الريع، وكان من أشهر مديريها عيسى الدباغ، وعدنان كتبي، وحسن صيرفي، ومحمد سعيد كمال، وحسن ألطف، ثم تلاها مدرسة دار التوحيد سنة 1364هـ التي أُنشئت بأمرٍ من الملك عبدالعزيز آل سعود، وكانت تتخذ حي قروى مقراً لها، وكانت تهدف إلى تعليم التلاميذ أصول العقيدة الإسلامية واللغة العربية من أجل تخريج أجيال مؤهلة للقضاء، والتعليم، ووظائف الوعظ والإرشاد، ثم افتتحت المدرسة النموذجية بأمرٍ من الأمير فيصل بن عبدالعزيز، وكان مقرها بحي المحجوب بدار الشيخ كمال أدهم، وكان مديرها محمود طه أبو العلا مصري الجنسية، وكانت مناهجها على نسق المناهج المصرية، وفي عام 1380هـ انتقلت المدرسة إلى جدة، وتغير اسمها إلى مدرسة الثغر النموذجية، وفي عام 1368هـ افتتحت المدرسة العزيزية، وكان مقرها في حي الشرقية في بيت الشيخ صالح أبو هليل، وكان مديرها الشيخ حسن الصيرفي، ثم تبعها مدرسة ابن خلدون باليمانية سنة 1374هـ، وقد توالى فتح المدارس بعد ذلك، وأما مدارس البنات فقد أسس عبد الله الرمحي مدرسة للبنات بالطائف على حسابه قبل عام 1380هـ، كما افتتحت بالطائف مدرسة الاصطياف التي قامت على فكرة استيعاب أبناء المصطافين القادمين من مكة المكرمة وغيرها من مدن المملكة مما زاد عددهم، وأصبحت المدرسة السعودية غير قادرة على استيعابهم، وبالفعل شرعت أبوابها كل شهر صيف، حيث تستقبلهم بعد كل موسم حج، وفي شهر ربيع الثاني يُقام اختبار نصف السنة، وفي أواخر شهر شعبان يُجرى الاختبار النهائي للسنة، ثم تُغلق المدارس في شهر رمضان، وبعد العيد تفتح أبوابها مرةً أخرى إلى بداية شهر ذو الحجة، ثم تُغلق إلى ما بعد الحج، وفي عام 1380هـ بدأ تعليم البنات بالطائف بافتتاح إدارة التعليم والمدارس.

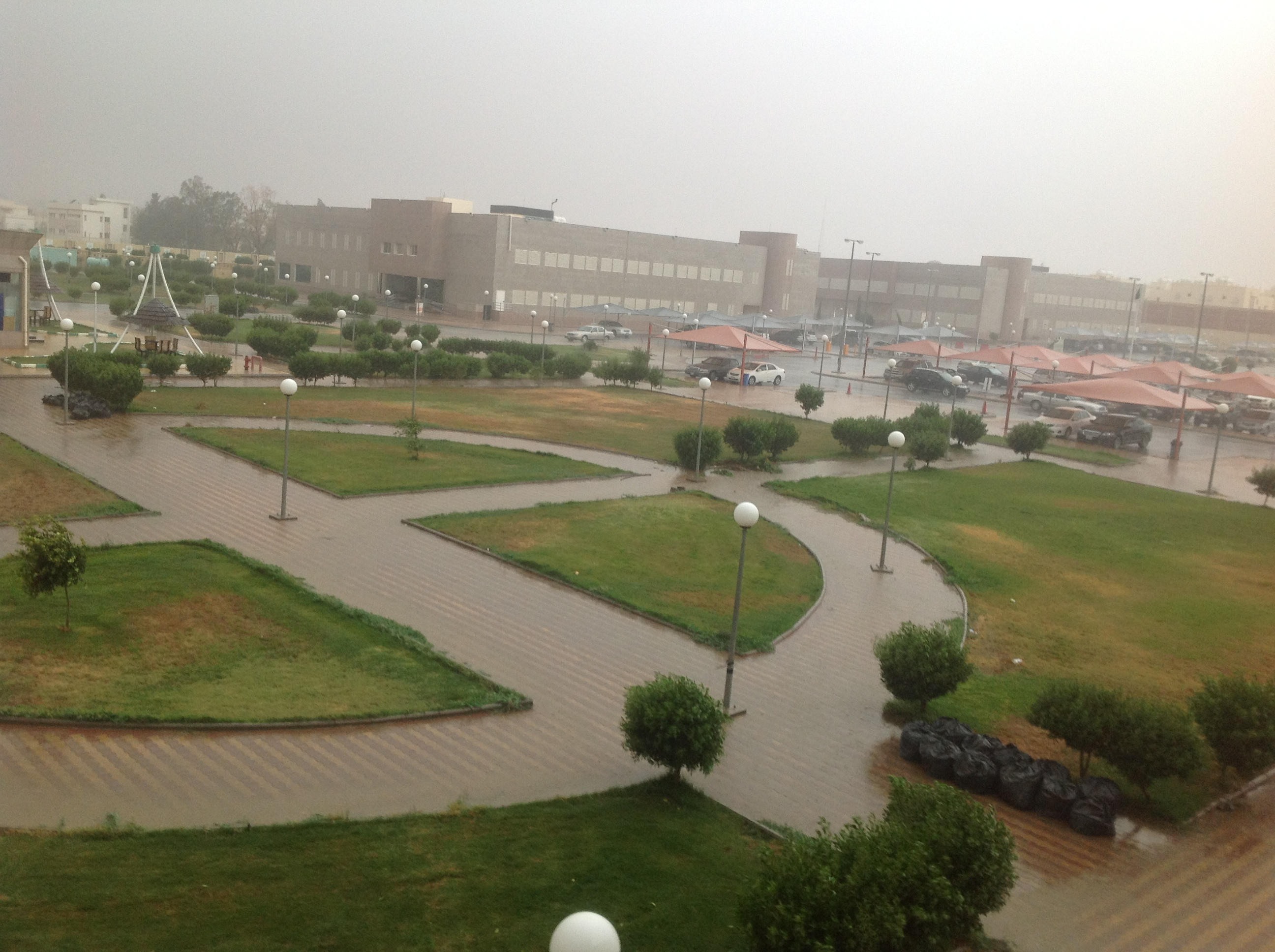
كلية الطب بجامعة الطائف

- جامعة الطائف وفروعها في تربة والخرمة ورنية والمويه.
- المدينة الجامعية (قيد الإنشاء).
- كلية التربية.
- الكلية الصحية.
- الكلية التقنية.
- كلية الملك عبد الله للدفاع الجوي.
- كلية المعلمين.
- 1563 مدرسة حسب إحصائية وزارة التعليم.
- ثانوية ثقيف (الحاصلة على جائزة التميز 2015)
- جمعية تحفيظ القرآن الكريم بالطائف.
- جمعية تحفيظ القرآن الكريم بوادي لية.

## الحركة الكشفية في الطائف
منذ أن تأسست الحركة الكشفية في عام 1381هـ، كان أمير الطائف عبد العزيز بن معمر رحمهُ الله يولي الحركة الكشفية اهتماماً كبيراً، حيث كان يظهر ذلك من خلال حضوره المستمر، وحرصه على رعاية الأنشطة والاحتفالات النهائية، وختام المعسكرات والمناسبات، داعماً بالنصح والتشجيع حتى لأولياء الأمور بالانخراط في هذا النشاط، ومن تم تولى بعده ناصر بن معمر، والذي أزدهرت فيها الحركة الكشفية بتشجيعٍ من وزارة المعارف آنذاك، حيث ازدادت نسبة المعسكرات والمراكز الصيفية، وقد استمرت الجهود إلى وقتنا الحالي.

## الطرق والطائف
عملت وزارة المواصلات، ووزارة الشؤون البلدية والقروية على تيسير حركة التنقل في الطائف إلى مخلف الاتجاهات، ومن أهم الطرق:
- طريق الهدا- الطائف:

أول طريق أنشئ في المملكة العربية السعودية عام 1385هـ/1965م، حيث يصعد الجبال إلى ارتفاعات تصل إلى 2150 مفي عدة انحناءات ومنعطفات بادئاً من طريق مكة المكرمة-جدة، وقد أدخلت وزارة المواصلات عدة تحسينات عل هذا الطريق إضافة إلى برامج الصيانة، وتثبيت الصخور المستمرة.
- طريق الطائف - الحجاز السريع:

كان الطريق في بادئ الأمر ذا مسار واحد، ثم أُعيد بناؤه مرة أخرى بإضافة مسار آخر، مما سهل حركة المركبات، ويمر الطريق في الاتجاه الواحد بالمواقع التالية بدءاً من مدينة الرياض، ثم المزاحمية، ثم القويعية، ثم الرويضة، ثم حلبان، ثم الخاصرة، ثم ظلم، ثم المويه، ثم ينتهي الطريق في الطائف.
- طريق مكة المكرمة - الكر:

يبدأ هذا الطريق من مكة المكرمة نحو الطائف شرقاً، وينتهي عند مسجد الكر، حيث يبدأ طريق الهدا-الطائف، ويبلغ طول الطريق 37كم، وهو يجتاز وادي النعمان بواسطة جسور مما يُسهل انسياب مياه الأودية.
- طريق الطائف-أبها-جيزان:

يبدا هذا الطريق من الطائف، وينتهي في جيزان ماراً بالباحة ومدينة أبها، ويبلغ طوله 753كم، وقد بدأ تنفيذ هذا الطريق مع بداية تنفيذ خطة وزارة المواصلات لانشاء وتطوير الطرق الاسفلتية في سنة 1383هـ، حيث عُهد تنفيذه إلى شركةٍ وطنية وهي مؤسسة بن لادن.
- طريق الطائف-الشفا:

يربط هذا الطريق مدينة الطائف بالشفا، وهو طريق ذو مسارين في كل اتجاه.
- طريق الهدا-الشفا:

يعتبر هذا الطريق جزء من الطريق الدائري لمدينة الطائف، ويتألف من ثلاث مسارات في كل اتجاه، ويضم الطريق جسر وادي وج.

## الفنادق والمنتجعات السياحية
يوجد بالطائف والهدا والشفا العديد من الفنادق والمنتجعات والمجمعات السكنية وأهمها ذات الخمس نجوم وهي :
| - فندق الطائف انتركونتيننتال طريق المطار. - فندق اوالف انترناشيونال (برج قلب الطائف). - فندق الهدا مريديان. - فندق رامادا الهدا. - فندق توليب ان الطائف قرب شارع أبو بكر الصديق. - فندق لافونتين قراند بهادر الهدا. - فندق ومنتجع مركز المسرة الدولي للفروسية طريق السيل حي الواصلية. - فندق توت هاوس القيم. - فندق الدار البيضاء. | - فندق سحر الريف القيم - منتجع ارض القمر طريق الملك خالد. - منتجع لافونتين الهدا. - منتجع لافونتين الشفا. - منتجع نهر الهدا. - منتجع البستان طريق المطار. - منتجع رزو هاوس الشفا جبل دكا. - منتجع روهارا طريق المطار باتجاه الطائف. |

## أمانة محافظة الطائف
البلديات الفرعية داخل المدينة:
1- بلدية شمال الطائف
2- بلدية غرب الطائف
3- بلدية جنوب الطائف
4- بلدية شرق الطائف
5- بلدية السيل الصغير
6- بلدية السيل الكبير
7- بلدية الهدا
8- بلدية الشفا
9ـ إضافة إلى بلديات محافظات تربة والخرمة ورنية والمويه وميسان.
10ـ وبلديات مراكز بني سعد وبني مالك.

## الغرفة التجارية الصناعية بالطائف
لها مقر رئيسي في شارع ابي بكر الصديق وفروعها داخل المدينة الحوية، مبنى الجوازات، مبنى الامانة، مبنى وزارة التجارة،
مبنى مكتب العمل، وفروعها في المحافظات التابعة للطائف : تربة، الخرمة، رنية، المويه، ميسان.

## الحياة الفطرية
قام الأمير سعود الفيصل نيابةً عن الملك فهد بن عبدالعزيز آل سعود وولي عهده آنذاك الأمير عبد الله باتخاذ الخطوات الأولى الرامية لتأسيس الهيئة الوطنية لحماية الحياة الفطرية وإنمائها والتي يرأسها الأمير سلطان بن عبدالعزيز آل سعود، وبالفعل تأسس المركز الوطني لأبحاث الحياة الفطرية بالطائف في شهر أبريل من عام 1986م في جنوب مدينة الطائف بالقرب من قرية السديرا، وقد تمحورت أهدافه في الآتي:
- العمل على تكثير الحيوانات المهددة بالأنقراض في المملكة العربية السعودية تحت ظروف شبه طبيعية.
- إجرء الأبحاث على هذه الحيوانات في المركز، أو على حيوانات فطرية أخرى خارج المركز.
- المساهمة في برنامج حماية البيئة في المملكة العربية السعودية.
- إعادة توطين الحيوانات التي يتم تكثيرها في المركز إلى المناطق المحمية.
- المساهمة في التوعية العامة للمحافظة على الحياة الفطرية بشكل عام.[75]

## الطائف في الأدب
- قال معاوية بن أبي سفيان رضي الله عنه:«أنعم الناس عيشاً من يقيظ بالطائف ويشتو مكة»، ويقصد بذلك..والياً له على جدة اسمه سعد.
- قال أمير البيان شكيب أرسلان بعد أن أصابه الزكام وهو في سويسرا ثم قدم إلى الطائف :«...فما مضى عليَّ في الطائف إلا قليل حتى ذهب هذا الزكام بتمامه، وصار الهواء يجري في رئتي كأنه في صحراء، ولما رجعت إلى أوروبا قال لي الأطباء بعد المعاينة: أنه لم يبق هناك أثر لشيء يقال له زكام في شعب الرئة، ولم هذا بأول فضل الطائف عليَّ بل هواء الطائف الذي شفاني بإذن الله، بل الله هو الذي شفاني به...».
- ويقول المقدسي في «أحسن التقاسيم»:«الطائف مدينة شامية الهواء، باردة الماء، كثيرة الفواكه، إذا تأذى ملوك مكة بالحر خرجوا إليها حيث كانت مصيفا لهم».
- قال الدكتور محمد حسين هيكل في كتابه «منزل الوحي»:«فلا عجب إن أدركك من جو الطائف شيء من البرد، ولكن لا تخف فهو مصح لا يضره جوه..».[76]
- ولـد أبو طالب بن عبد المطلب في ثقيف وقال فيها:

- قال الشاعر عروة بن حزام (وقيل ابن حزم) بعد أن رأى حمامة على غصن شجرة خارج أسوار الطائف :

- وقال شاعر قديم يحن إلى الطائف :

- وروي ابن عمران إنهم يغبطون من يصيف الطائف :

كما جاء في أخبار مكة لأزرقي :«أن الطائف مصيف أهل مكة».
ويقول المستشرق الفرنسي "سيديو": أن ربوع الطائف الغني حيث المناخ المعتدل والمياه العذبة جعلته مصدرا من مصادر الثروة الاقتصادية، فقد كان المصيف الأول لأهل مكة.
ويقول الدكتور جواد علي في كتاب «العرب قبل الإسلام»:«لقد كانت مدينة الطائف، وما زالت، مصيفا طيبا يقصده أهل مكة مرارا من وهج الشمس».
وقال المؤرخ عبد القدوس الأنصاري في محاضرة له عن الطائف:«من ثمار حضارة الطائف واهتمامات أهله من ثقيف انه نبت منهم فيه أبطال مغاوير، وزعماء عظام، ورجال كبار، وقواد أجلاء وشعراء بارعون، وأطباء متفوقون، وسياسيون دهاه محنكون، ومحاربون أبطال»
- قال الأمير عبد الله الفيصل في ديوانه «وحي الحرمان»:

- وقد تغنى بها شعراء سعوديون عديدون منهم الشيخ أحمد إبراهيم الغزاوي الذي وصفه الأستاذ عبد السلام بن طاهر الساسي [78]"أنه «حامل لواء الشعراء في الحجاز».

قال الأستاذ الغزاوي :
- ونقل عن الأصمعي أنه قال :

«وصلنا الطائف فكأني كنت أبشر، وكأن قلبي ينضج بالسرور ولا أحد لذلك سببا إلا انفساح حدها وطيب نسمتها..»
- وتقول دائرة المعارف الإسلامية أن الطائف كان مركزا فريدا بين مدن الحجاز لجوها المنعش.
- وقال ياقوت في هواء الطائف :«أن الطائف عرفت بأنها طيبة الهواء شمالية...».
- وقال الإصطخري:«الطائف مدينة أكثر ثمارها الزبيب وهي طيبة الهواء وأكثر فواكه مكة منها».

## الطائف الجديد
أحد مشروعات التنمية التي تستهدف تطوير محافظة الطائف، يقع إلى الجهة الشمالية الشرقية منها، وتبلغ مساحته حوالي 1250 كيلو متراً مربعاً، وتقدر تكلفته الإجمالية بحوالي أحد عشر مليار ريال. وقد دشنه خادم الحرمين الشريفين الملك سلمان بن عبد العزيز في 1 أكتوبر 2017.

### مكونات المشروع
- المطار الدولي الجديد.
- مدينة سوق عكاظ وتوفر أكثر من 4400 وظيفة.
- واحة التقنية.
- الضاحية السكنية وتضم 3919 وحدة سكنية.
- المدينة الصناعية بمساحة 11 مليون متر مربع.
- المدينة الجامعية.
- مصنع للأعلاف.[80]

## انظر ايضاً
- الحجاز
- مكة المكرمة
- قيس عيلان
- عدوان
- ثقيف
- ثمود

## وصلات خارجية
- الطائف.. مقصد سياحي يجذب الزوار بنسماته
- متاحف الطائف تدخل منظومة المعالم السياحية الجاذبة
- الطيران السعودي.
- الطائف نت
- السياحة في الطائف
- ألبوم الصور
- الدليل السياحي
- خريطة الطائف
- جريدة الطائف الإلكترونية
- تراث الطائف